# Liste der Baudenkmäler in Uffenheim
Auf dieser Seite sind die Baudenkmäler in der mittelfränkischen Stadt Uffenheim zusammengestellt. Diese Tabelle ist eine Teilliste der Liste der Baudenkmäler in Bayern. Grundlage ist die Bayerische Denkmalliste, die auf Basis des Bayerischen Denkmalschutzgesetzes vom 1. Oktober 1973 erstmals erstellt wurde und seither durch das Bayerische Landesamt für Denkmalpflege geführt wird. Die folgenden Angaben ersetzen nicht die rechtsverbindliche Auskunft der Denkmalschutzbehörde.

## Ensembles

### Ensemble Altstadt Uffenheim mit Vorstädten
Die ehemalige Amts- und Marktstadt mit ackerbürgerlicher Prägung hatte 1349 von Kaiser Karl IV. das Stadtrecht erhalten. Das Gesamtgefüge ist trotz schwerer Kriegszerstörungen in seiner ungefähr viereckigen Gestalt bewahrt geblieben. Diese wurde von der in der ersten Hälfte des 14. Jahrhunderts entstandenen Stadtbefestigung bestimmt. Von dieser im Zusammenhang mit der Stadtwerdung unter den Grafen Hohenlohe errichteten Stadtbefestigung sind an allen Seiten Mauerzüge mit Mauertürmen erhalten, außerdem an der Süd- und vor allem Westseite der Grabenbereich, als Trennung von der geschlossenen Stadt zum Stadtumfeld. Zudem sind als Stadteingänge die beiden Stadttore erhalten, im Norden das Würzburger Tor in seinem im 16. und späten 17. Jahrhundert geprägten Ausbau mit Zwiebeldach und im Südosten das Ansbacher Tor mit dem 1746/47 aufgesetzten barocken Barbakanegeschoss.
Innerhalb der Stadt hat der Schlossbereich seinen von der bürgerlichen Bebauung abgesetzten isolierten Charakter bewahrt. Das Schloss ist ursprünglich eine Wasserburg der Herren von Uffenheim gewesen, später gehörte es den Hohenlohe, die es 1378 an die Zollern verkauften. Der Ausbau des Schlosses 1737–1752 unter Leitung des markgräflichen Bauamtes Ansbach demonstriert gegenständlich die geschichtliche Dimension der Markgrafenzeit, welche auch sonst das Stadtgefüge geprägt hat. Hierzu gehören auch die ehemalige Oberamtskanzlei (Schloßplatz 3) wie die umgebaute ehemalige Zehntscheune (Schloßplatz 6).
Innerhalb der Altstadt ist die vom Ansbacher Tor dominierte Ansbacher Straße von platzartigem Charakter hervorzuheben, der sich an der Feldseite eine kleine Vorstadt mit ehemaligem Zollhaus anschließt. Dem Bereich des geradlinigen Straßenzuges Schloßstraße/Marktplatz, in Ost-West-Ausdehnung, schließt sich die nach Norden durch das Würzburger Tor führende Würzburger Straße an. Neben einzelnen erhaltenen spätmittelalterlichen Häusern sind stattliche giebel- und traufseitige, teilweise in Fachwerk errichtete zweigeschossige Wohnbauten und Gasthäuser des 18./19. Jahrhunderts erhalten.
Das Bild des Marktplatzes wird vom Rathauswiederaufbau aus dem Jahr 1953/54 bestimmt, dass im April 1945 in den letzten Kriegstagen zum Opfer fiel. Mit der Zerstörung des Rathauses 1945 wurde auch das Archiv der Stadt Uffenheim zerstört. Daneben befindet sich der Markgrafenbrunnen aus dem Jahr 1749, sowie die ebenfalls im Zweiten Weltkrieg zerstörte Pfarrkirche, die auch 1953 wieder am alten Standort errichtet wurde. Neben solchen an das Stadtbild angepassten Bauten historisierender Architektursprache sind auch einige Gründerzeitbauten des späten 19. Jahrhunderts Bestandteil des Gesamtensembles geworden.
Ein eigenständiger geschlossener Bereich, der in der Markgrafenzeit neu hinzugekommen ist, ist der nördlich vor dem Würzburger Tor gelegene Vorstadtbereich mit Würzburger Straße und Neue Gasse. Die Würzburger Straße ist zuerst mit traufseitiger Bebauung geschlossen bebaut, bevor sie leicht nach Westen abknickend zu der 1777 von Markgraf Alexander angelegten schnurgeraden Landstraße nach Ochsenfurt übergeht. Kurz vor dem Würzburger Tor rechtwinkelig nach Westen abknickend erstreckt sich eine Neue Gasse benannte kleine Vorstadt des frühen 18. Jahrhunderts, ein gerader Straßenzug, geschlossen bebaut mit traufseitigen Satteldachhäusern. Aktennummer: E-5-75-168-1.

## Stadtbefestigung Uffenheim
Die Uffenheimer Stadtbefestigung besitzt zwei Tore. Sie wurde 1333–1347 im Zusammenhang mit der Stadtwerdung unter den Grafen von Hohenlohe errichtet. Die Mauerzüge sind in großen Teilen erhalten, jedoch vielfach verbaut. Große Durchbrüche wurden am Rackenhof und in der Luitpoldstraße im 19. Jahrhundert geschaffen. An wenigen Stellen ist der Wehrgang mit Geländer und Satteldach erhalten. Die Mauer besteht aus kleinteiligem Brockenquaderwerk. Der Graben ist bis auf geringe Partien im Süden am Bürgerturm und Ansbacher Tor zugeschüttet, verbaut oder mit Gärten bedeckt. Es sind Türme erhalten. Aktennummer: D-5-75-168-1.
Im Folgenden sind die Objekte der Stadtbefestigung im Uhrzeigersinn beginnend beim Würzburger Tor aufgeführt.

| Lage                            | Objekt         | Beschreibung | Akten-Nr.     | Bild           |
| ------------------------------- | -------------- | --- | ------------- | -------------- |
| Würzburger Straße 12 (Standort) | Würzburger Tor | Stadttor, massiver Torturm mit Durchfahrt und Zwiebeldach mit Laterne, im Kern 14. Jahrhundert, Obergeschosse und Dach 1696, mit Barbakane, zweigeschossiger Walmdachbau, bezeichnet „1583“ | D-5-75-168-87 | weitere Bilder |

- Würzburger Straße 8, 10 (Lage): ins Wohngebäude nördlich integrierter Teil der Stadtmauer, 1584 (dendrochronologisch datiert)
- Kirchplatz 3 (Lage)
- Marktplatz 14 a (Lage): Bürgerturm, schlanker Rundturm mit Kegeldach, 14. Jahrhundert
- Marktplatz 14 (Lage)
- Luitpoldstraße 3 (Lage)
- Luitpoldstraße 2 (Lage)
- Karl-Arnold-Straße 6 (Lage), 8 (Lage), 10 (Lage)
- Spitalplatz 5 (Lage)
- Karl-Arnold-Straße 16 (Lage), 24 (Lage), 26 24 (Lage)

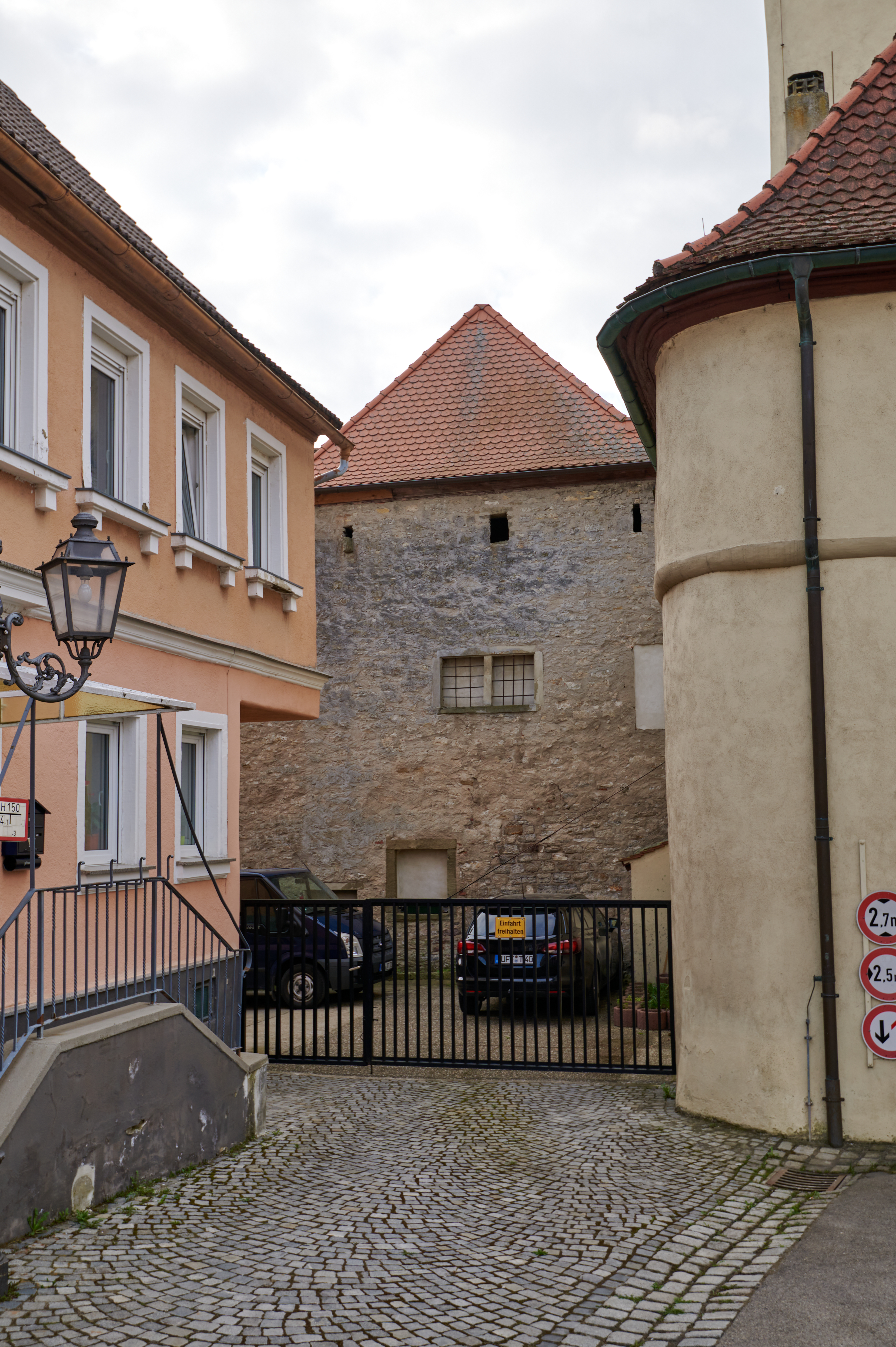
Stadtmauer Würzburger Straße 8 und 10
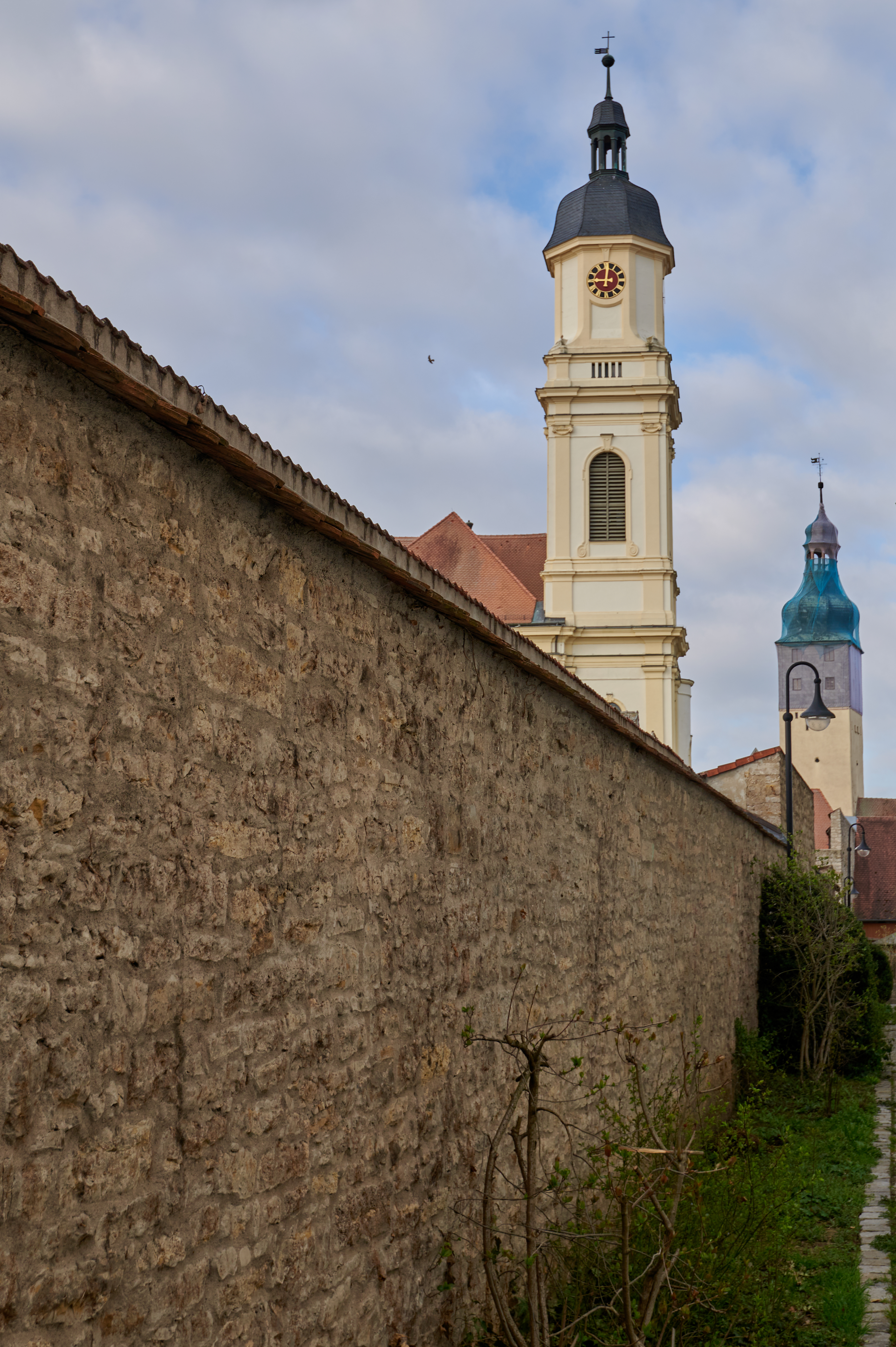
Stadtmauer Kirchplatz 3
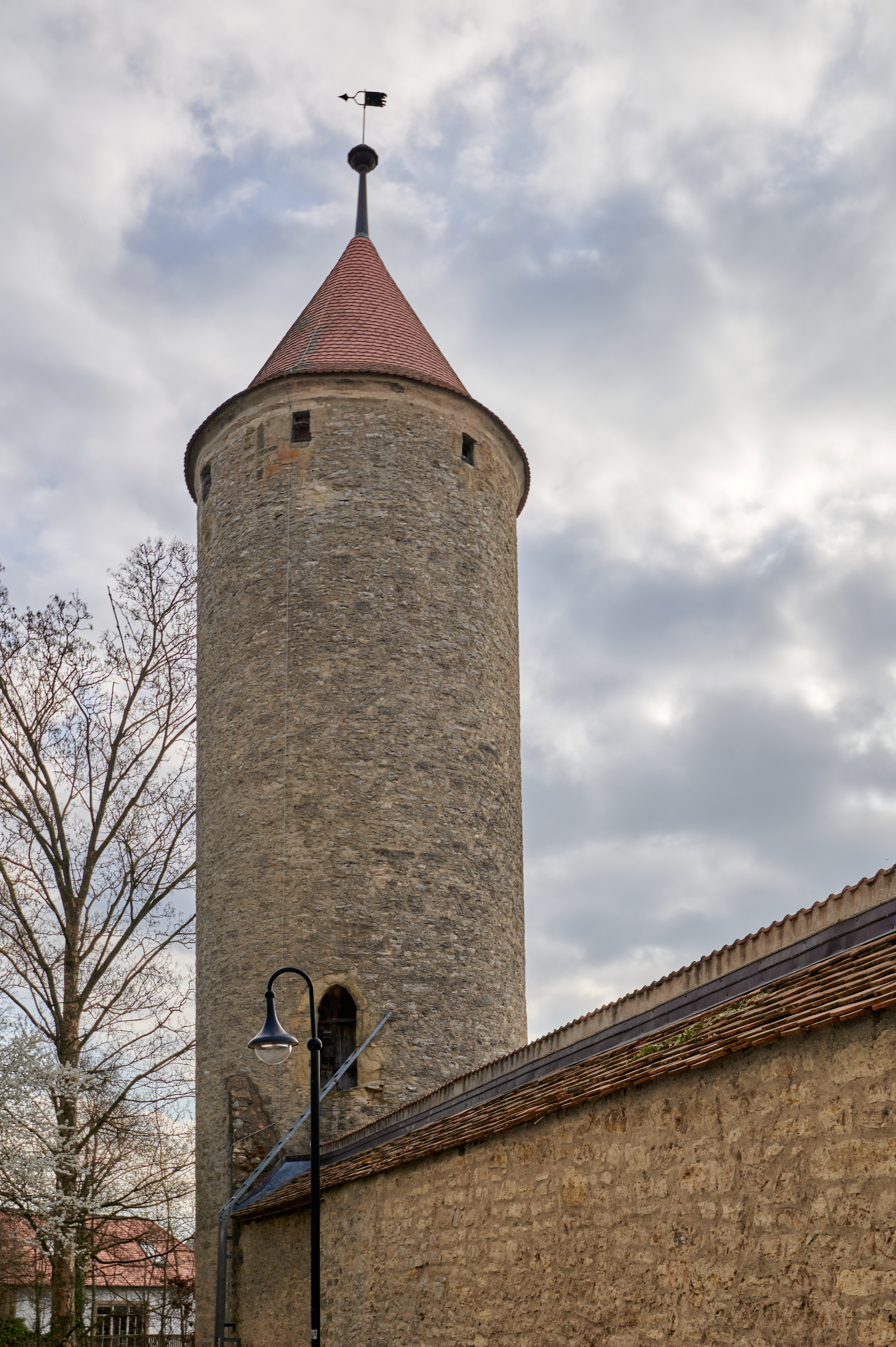
Bürgerturm von Westen weitere Bilder
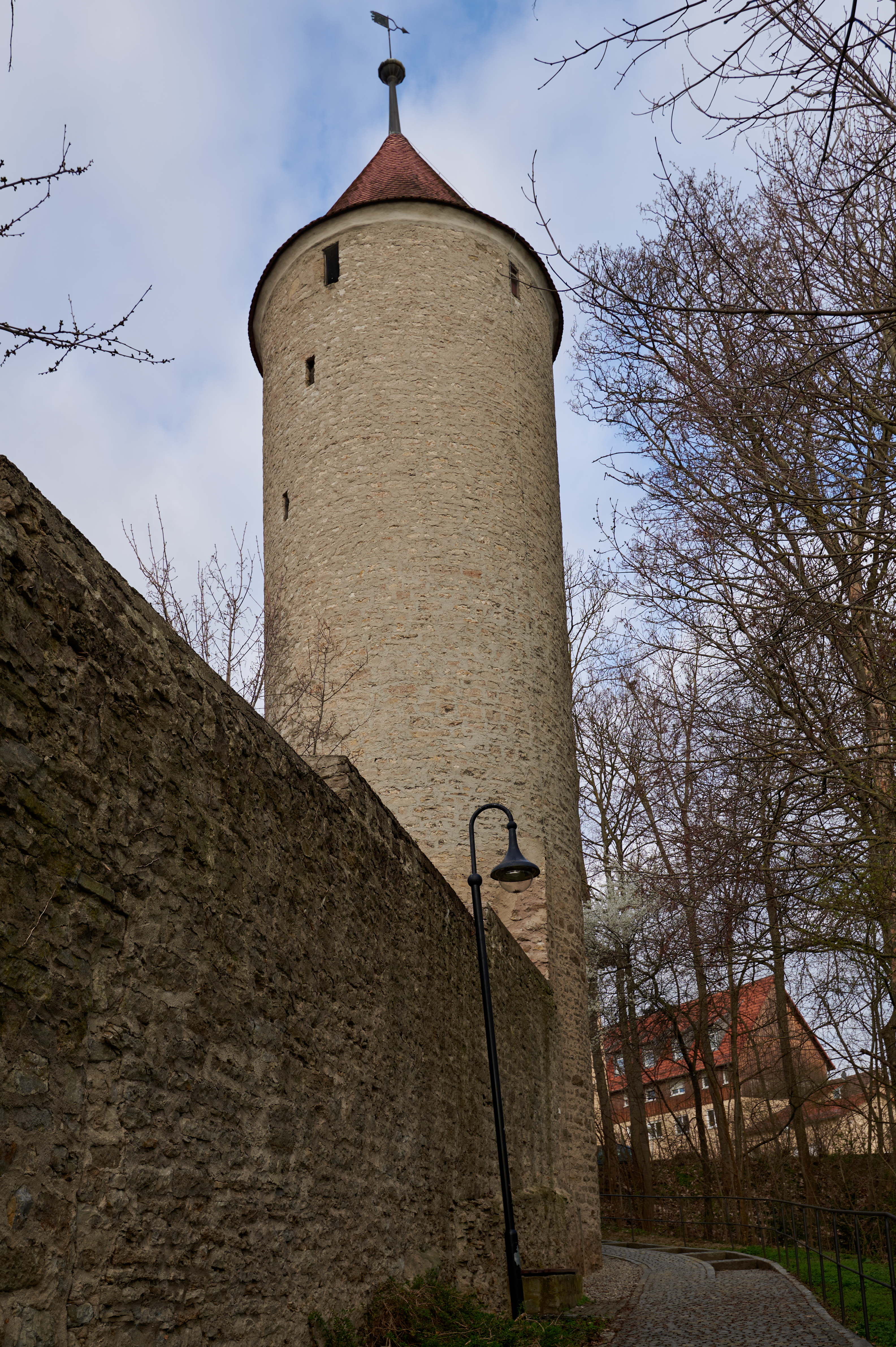
Bürgerturm von Südosten weitere Bilder
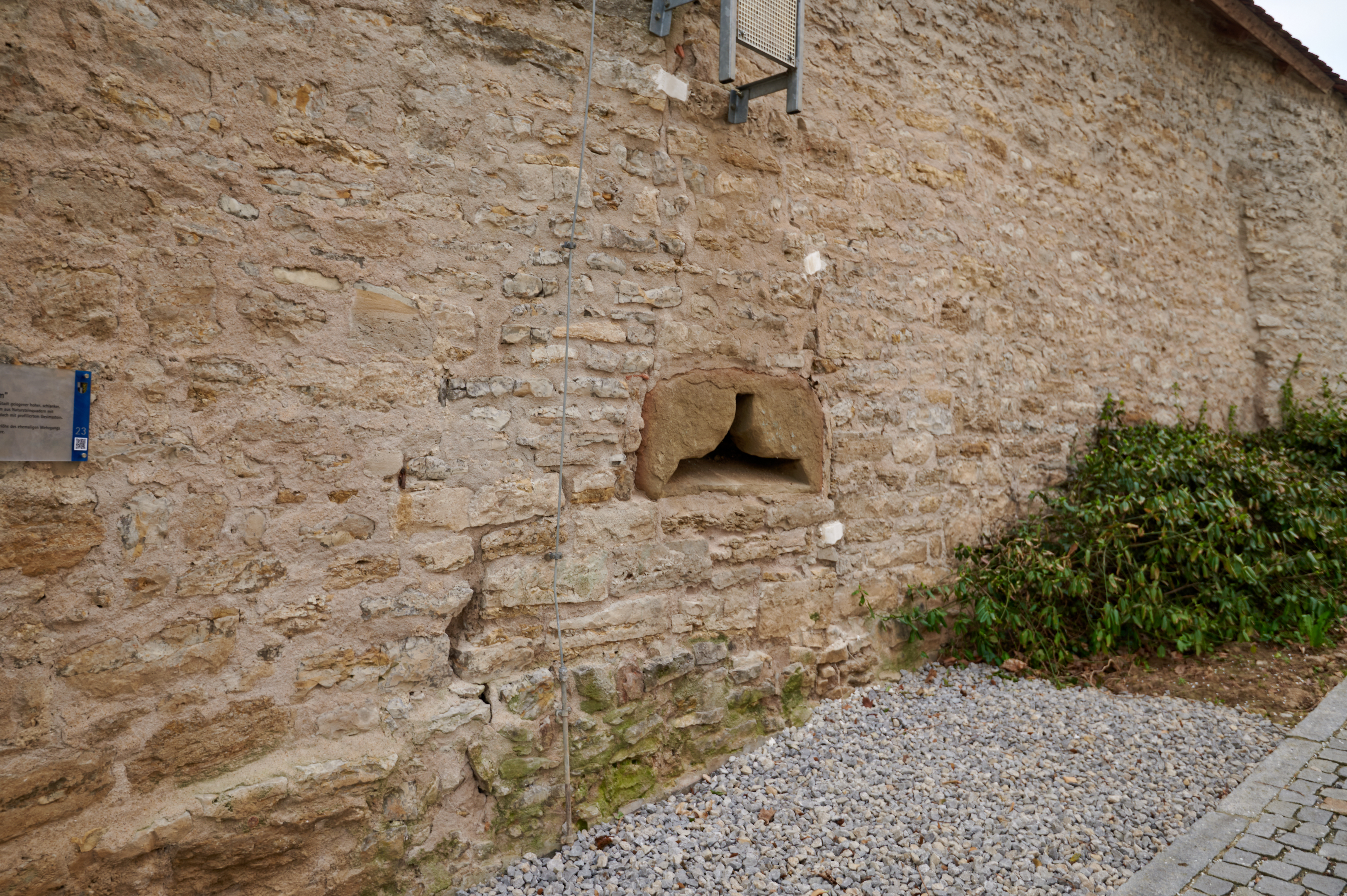
Stadtmauer südlich Bürgerturm, Feldseite
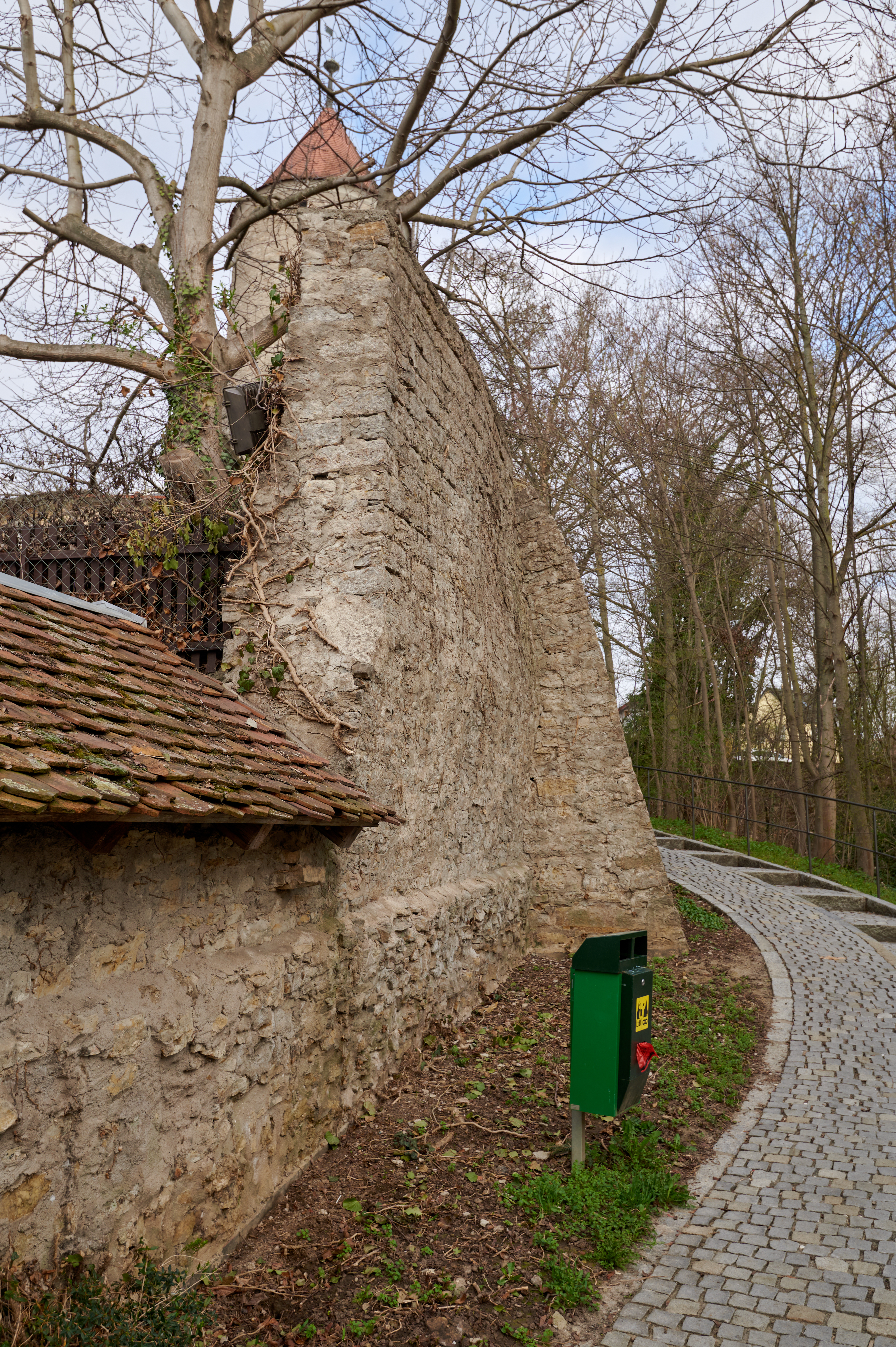
Stadtmauer südlich Bürgerturm, Feldseite
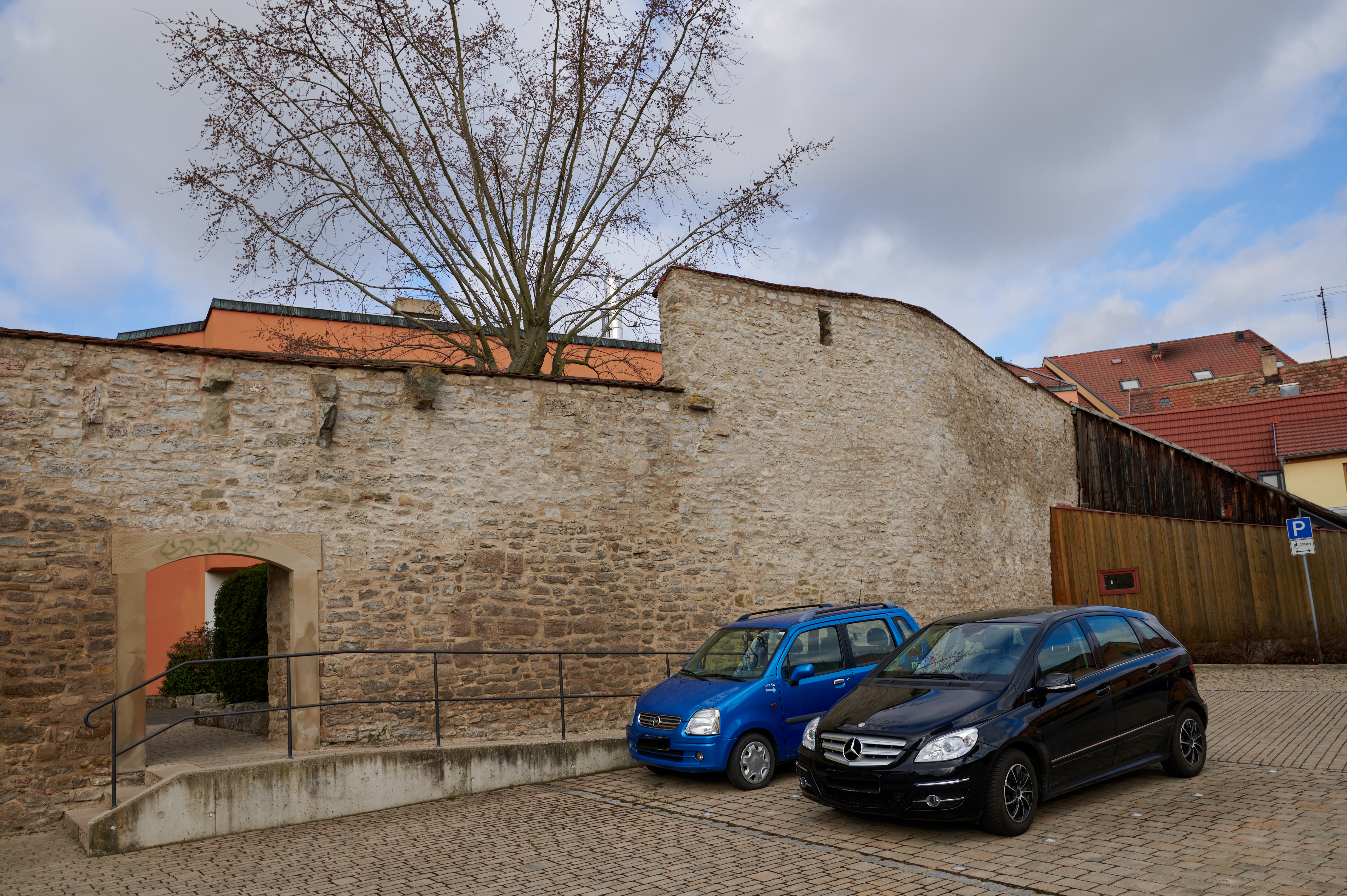
Stadtmauer Spitalplatz, Feldseite
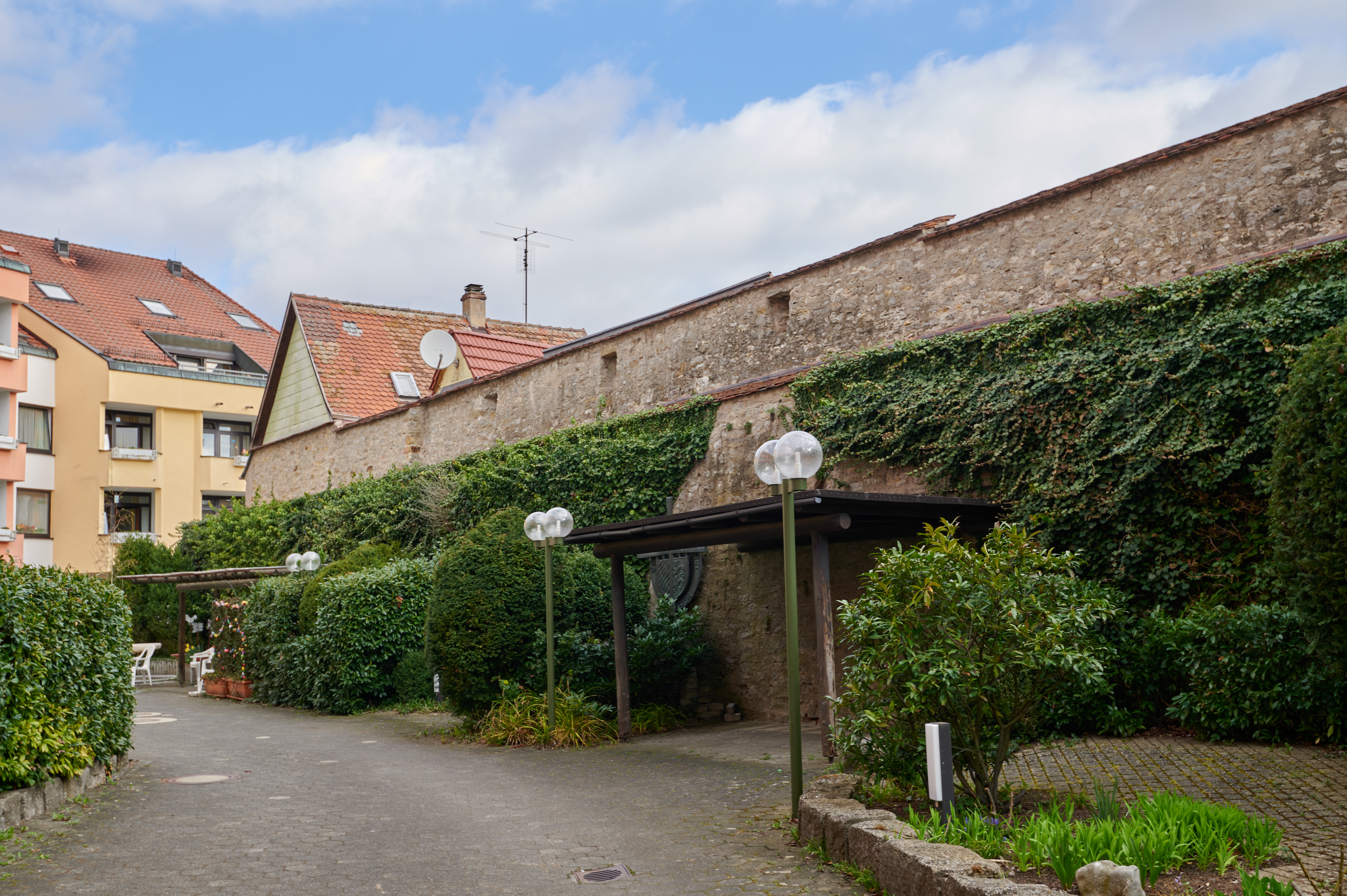
Stadtmauer Spitalplatz, Stadtseite
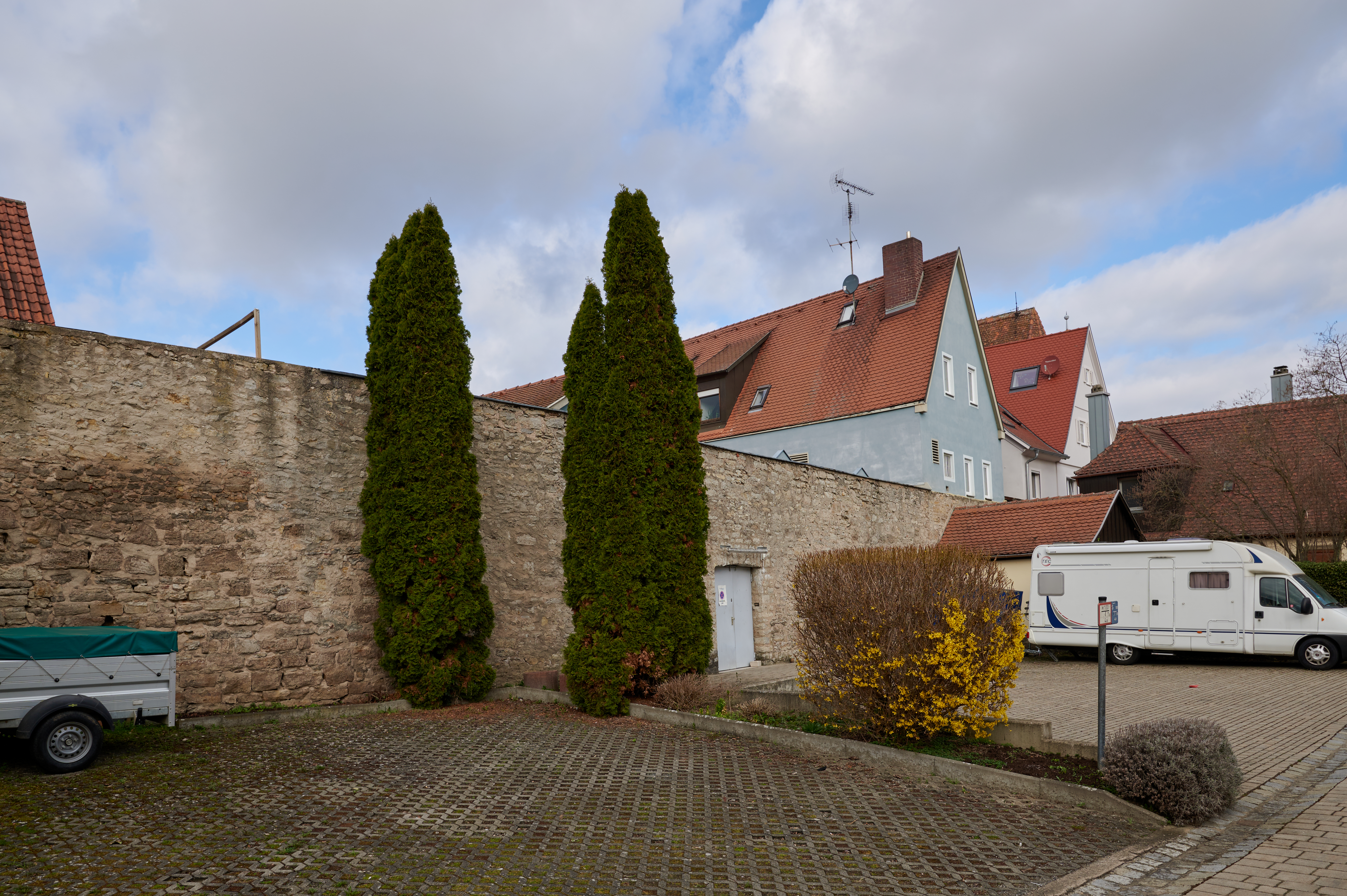
Stadtmauer Spitalplatz, Feldseite
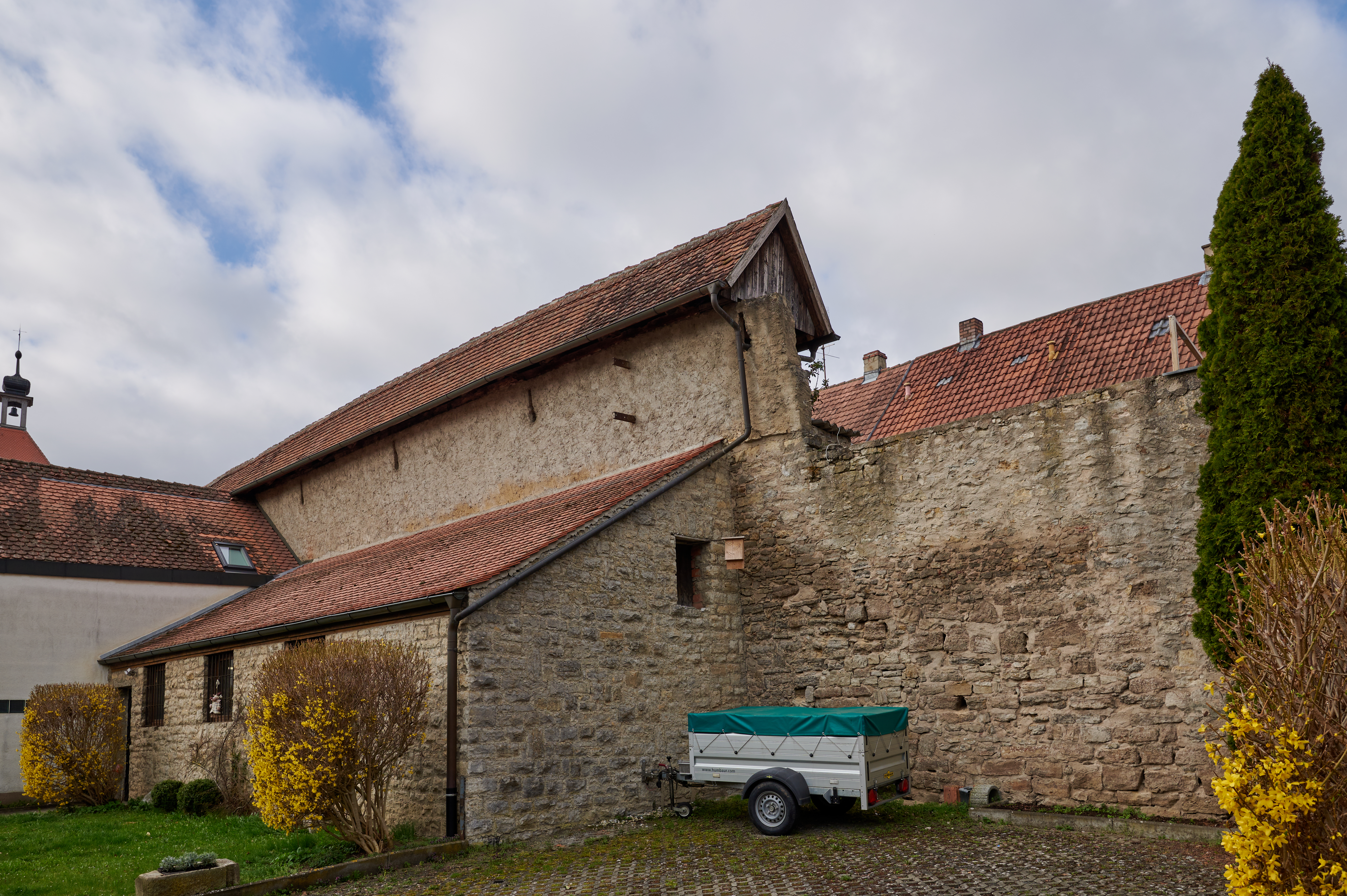
Stadtmauer Judengasse, Feldseite
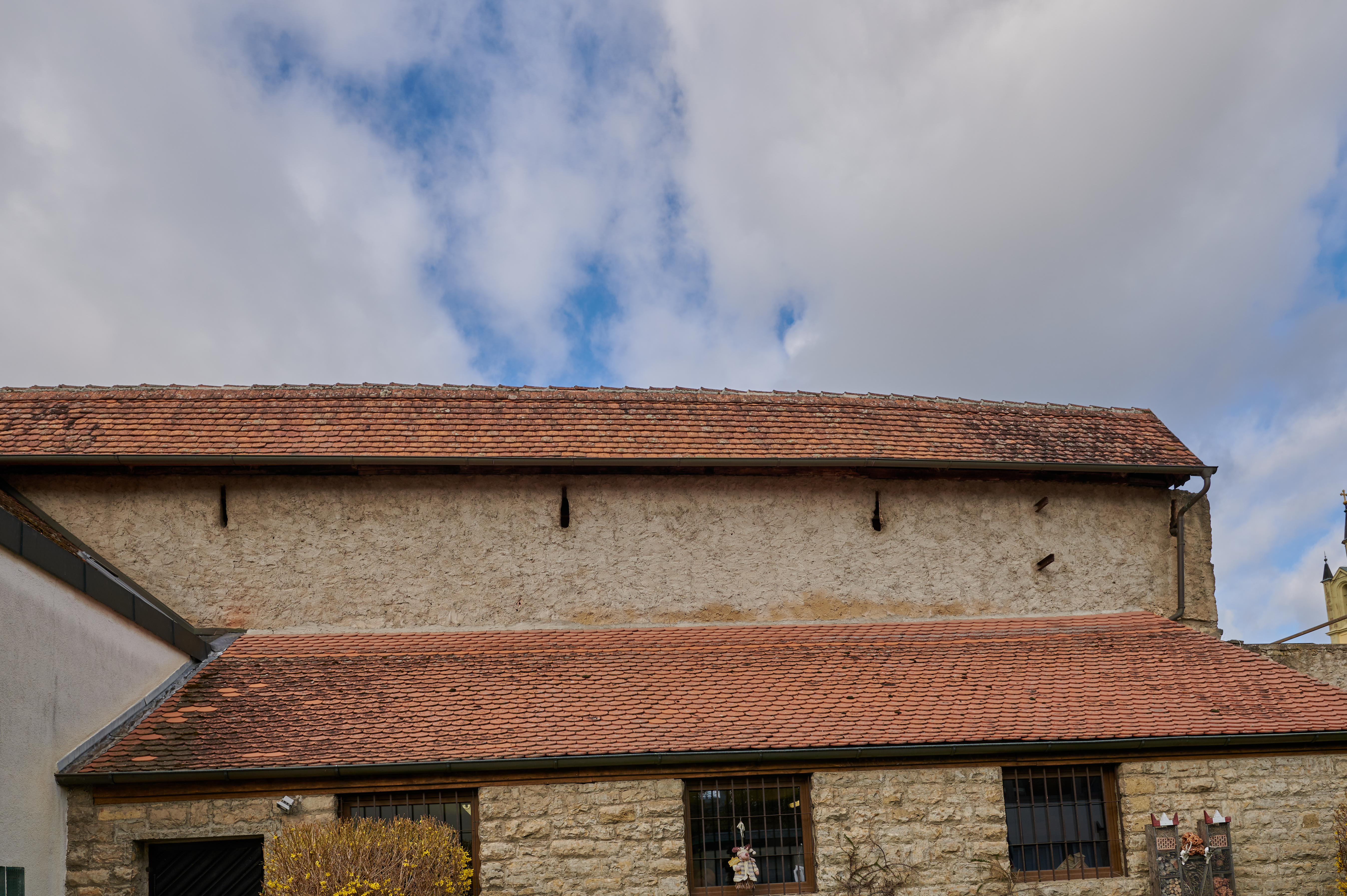
Stadtmauer Judengasse, Feldseite
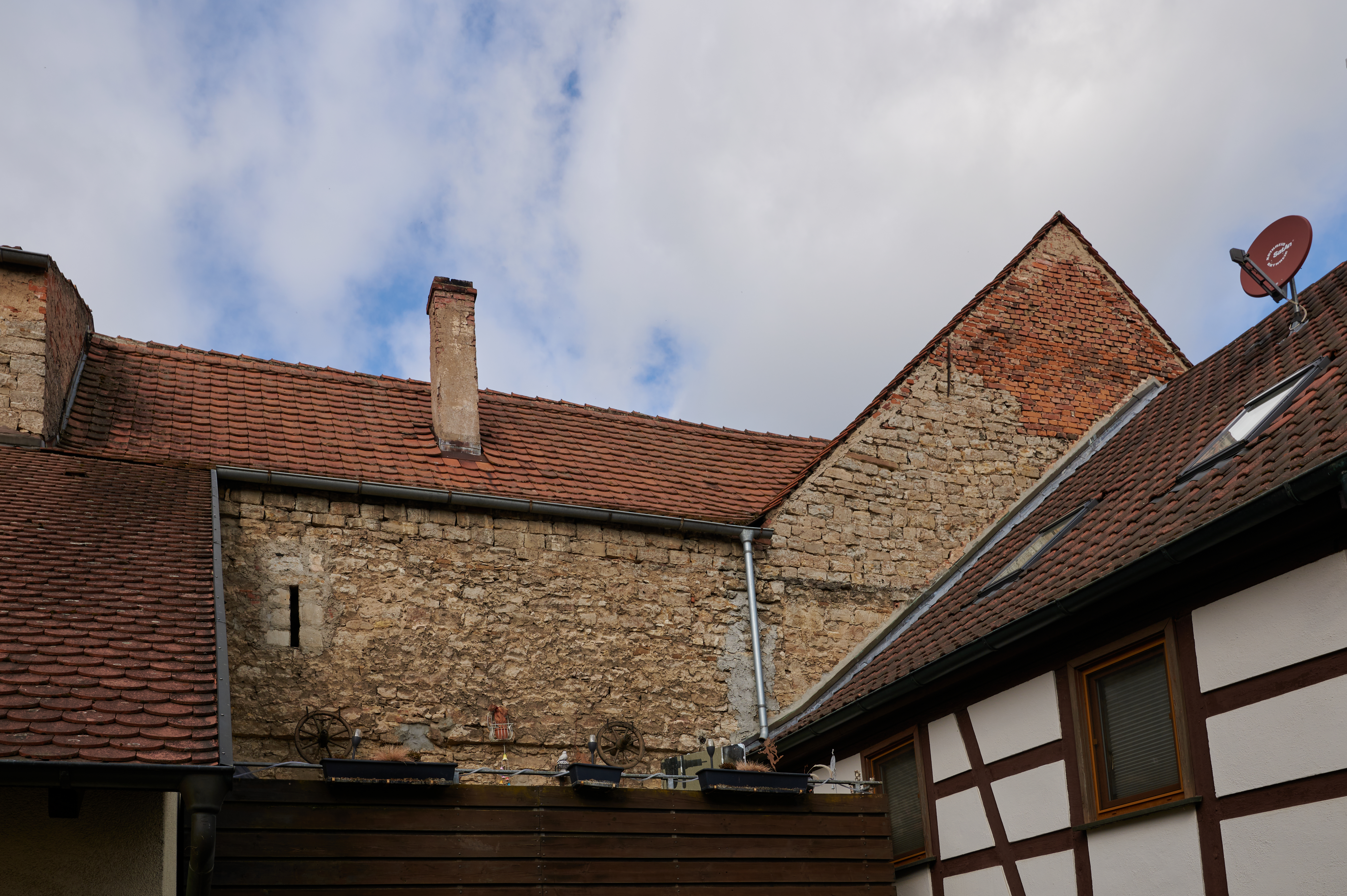
Stadtmauer Ansbacher Straße 7, Feldseite

| Lage                           | Objekt                              | Beschreibung | Akten-Nr.     | Bild           |
| ------------------------------ | ----------------------------------- | --- | ------------- | -------------- |
| Ansbacher Straße 16 (Standort) | Stadttor, sogenanntes Ansbacher Tor | Massivbau mit Eckquadern, spitzbogiger Durchfahrt und Walmdach mit Laterne, um 1485/90, Dach wohl von Johann David Steingruber, 1746/47; ehem. Barbakane, zweigeschossiger, verputzter Walmdachbau mit rundbogiger Durchfahrt und Fachwerkobergeschoss, um 1710, aufgestockt wohl von Johann David Steingruber, 1746/47 | D-5-75-168-13 | weitere Bilder |
| Ansbacher Straße 16 (Standort) | Anbau                               | Zweigeschossiger, verputzter Satteldachbau mit Fußgängerdurchlass, um 1719/20, südlich am Stadttor | D-5-75-168-13 | weitere Bilder |

- Ansbacher Straße 14b (Lage): Folter- oder Marterturm, runder Eckturm mit Kegeldach, 1333/47 im 19. Jahrhundert zu Wohnzwecken umgebaut
- Ansbacher Straße 8, 10, 12, 14 (Lage): Stadtmauer, Verlauf der Südseite mit Durchbruch beim Rackenhof
- Rackenhof 3 (Lage)
- Schloßplatz 2, 3, 4 (Lage): Stadtmauer, Verlauf der Südseite
- Schloßplatz 5 (Lage): Schnellerturm, jetzt Heimatmuseum, südwestliche Eckbefestigung, Rundturm mit Bastei, 1333/57, im späten 18. Jahrhundert zu Gartenwohnhaus umgestaltet
- Schloßplatz 5 (Lage): Stadtmauer, südlicher und westlicher Verlauf (mit Durchbruch)
- Schloßplatz 6 (Lage), (Lage), 10 (Lage), 12: Stadtmauer, Verlauf der Westseite
- Schloßplatz 7 (Lage): Mauerturm, sogenannter Schulzenturm, kleiner runder Mauerturm mit achtseitigem Pyramidendach
- Heisenstein 1 (Lage), 3, 5, 7, 9, 15 (Lage): Stadtmauer, Verlauf der Westseite
- Heisenstein 17 (Lage): Heisenstein- oder Heinrichsturm, Nordwestlicher runder Eckturm mit Bastei, achtseitiges Fachwerkobergeschoss mit Pyramidendach, 14. Jahrhundert
- Würzburger Straße 5a (Lage): Stadtmauerverlauf der Nordseite östlich des Heisensteinturms bis zum Würzburger Tor, beidseitig verbaut, Durchbruch am Heisenstein

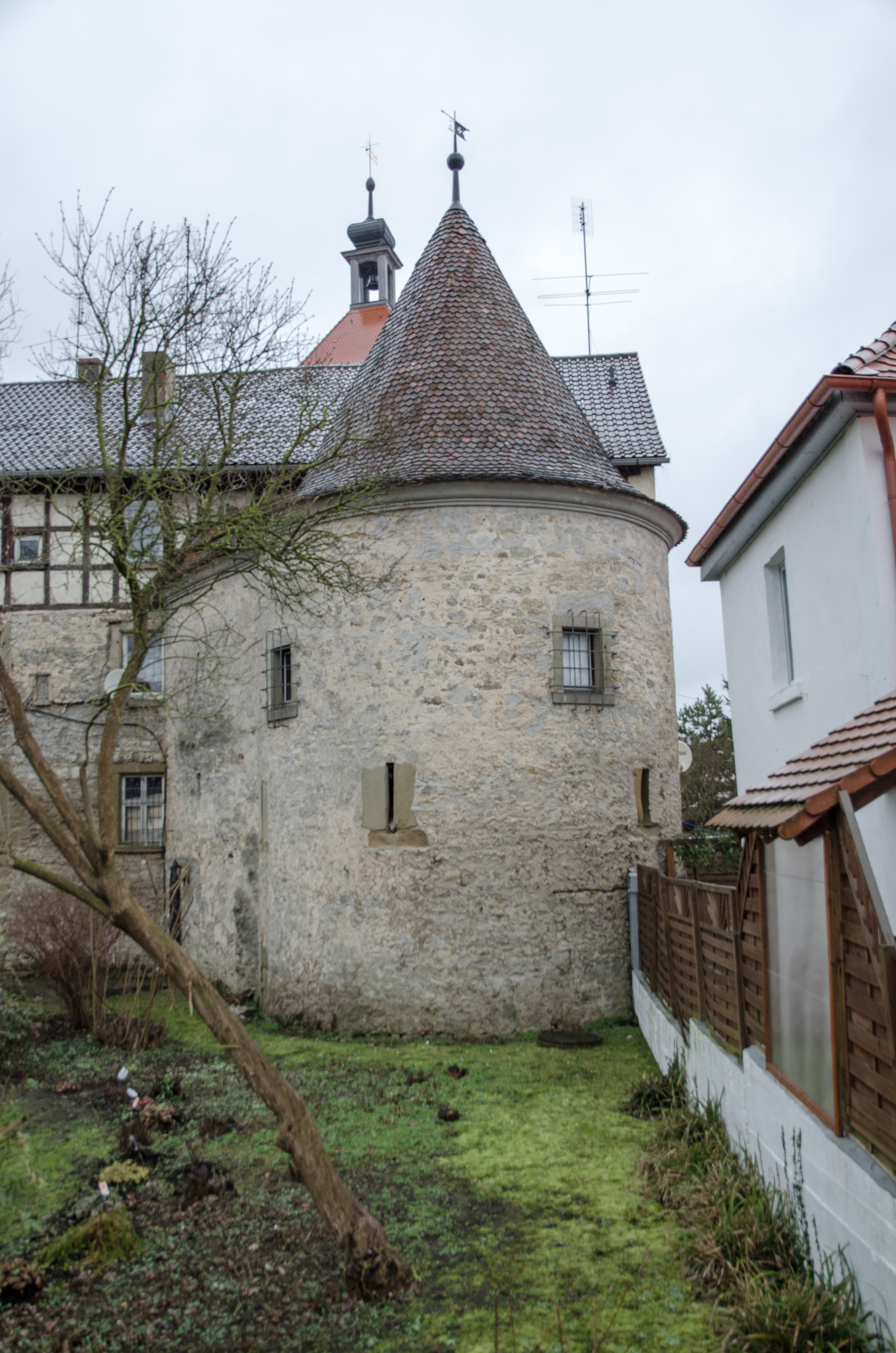
Folter- oder Marterturm weitere Bilder
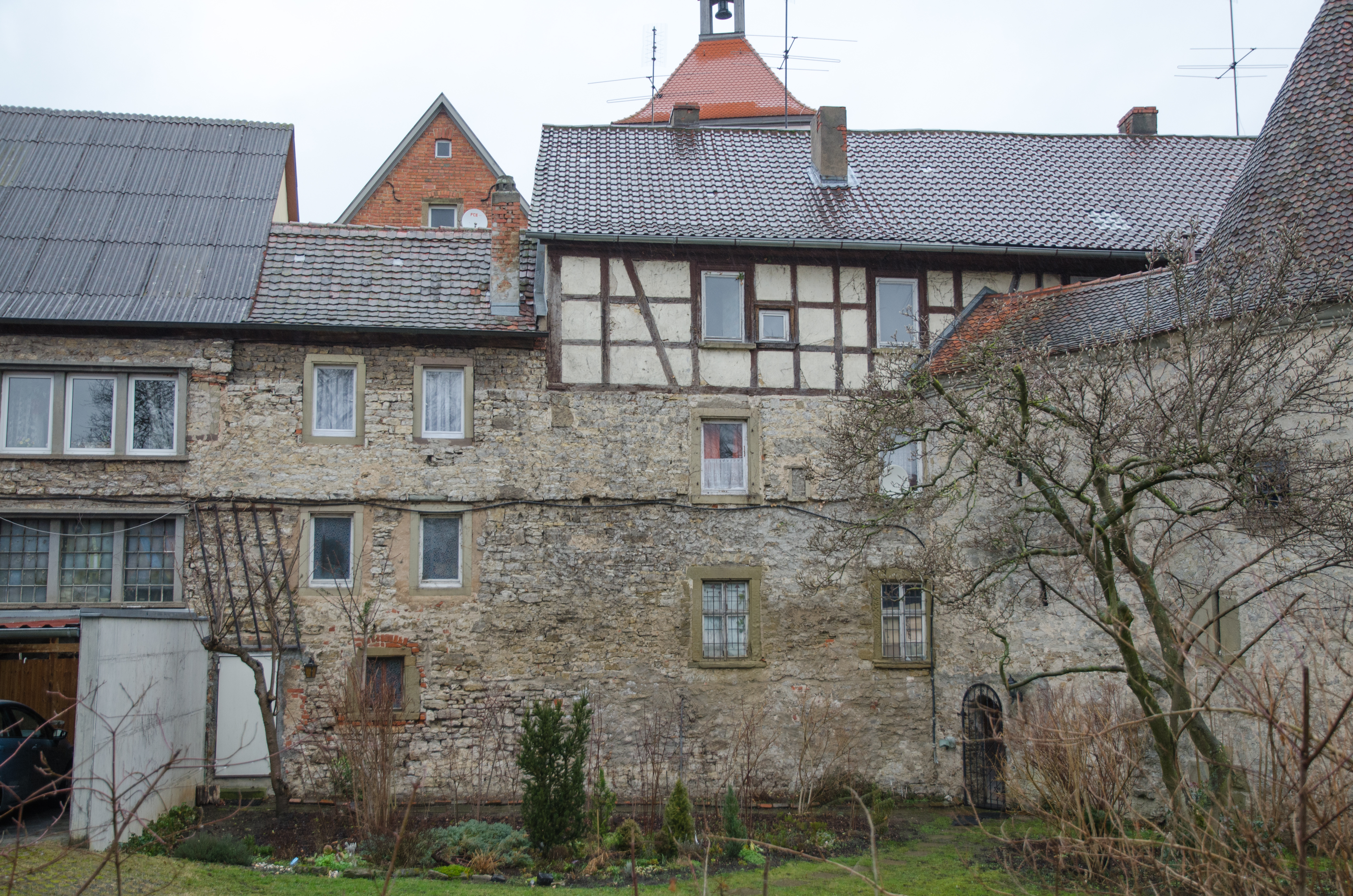
Stadtmauer Ansbacher Straße 14b
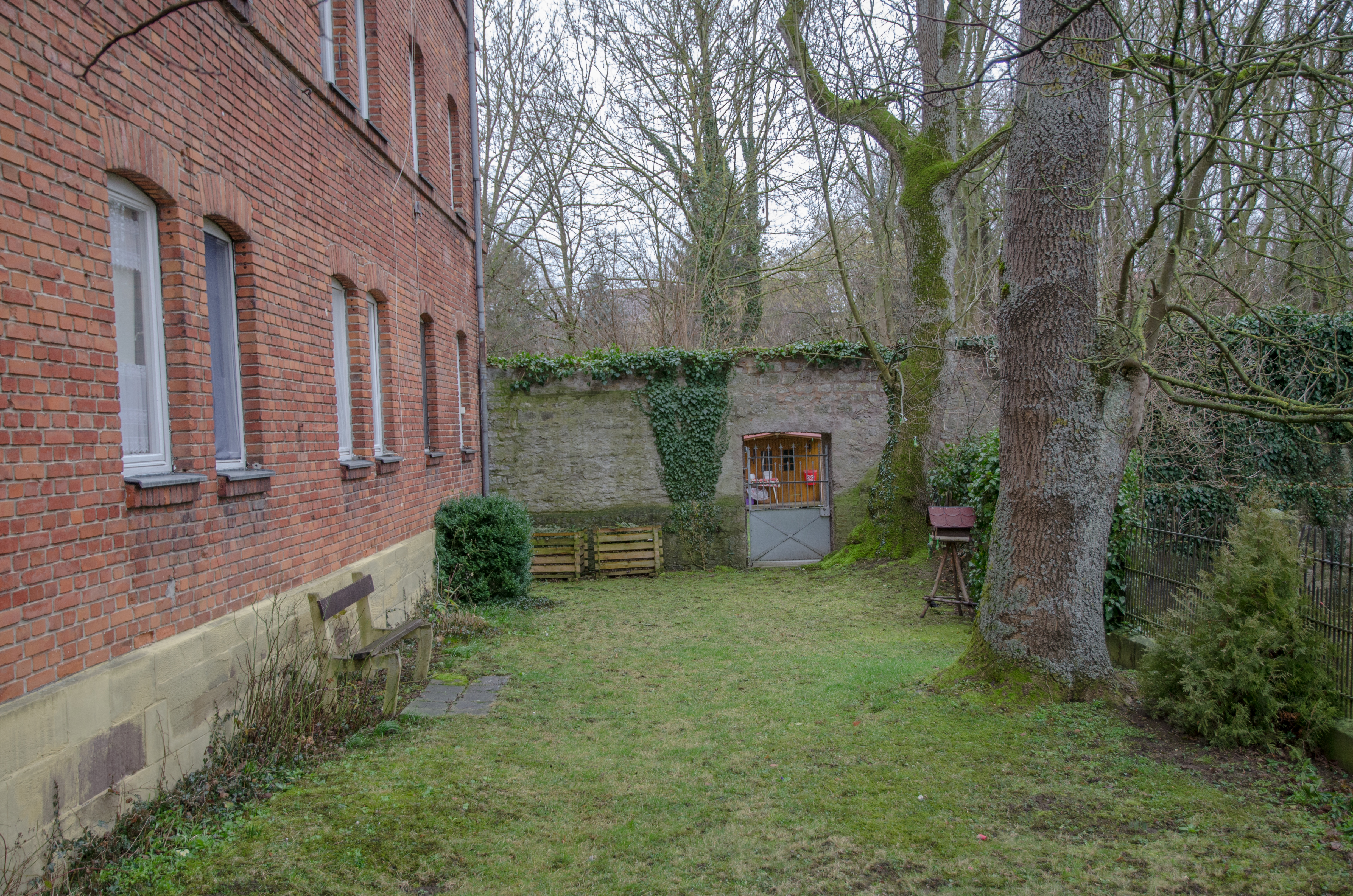
Stadtmauer Rackenhof 3
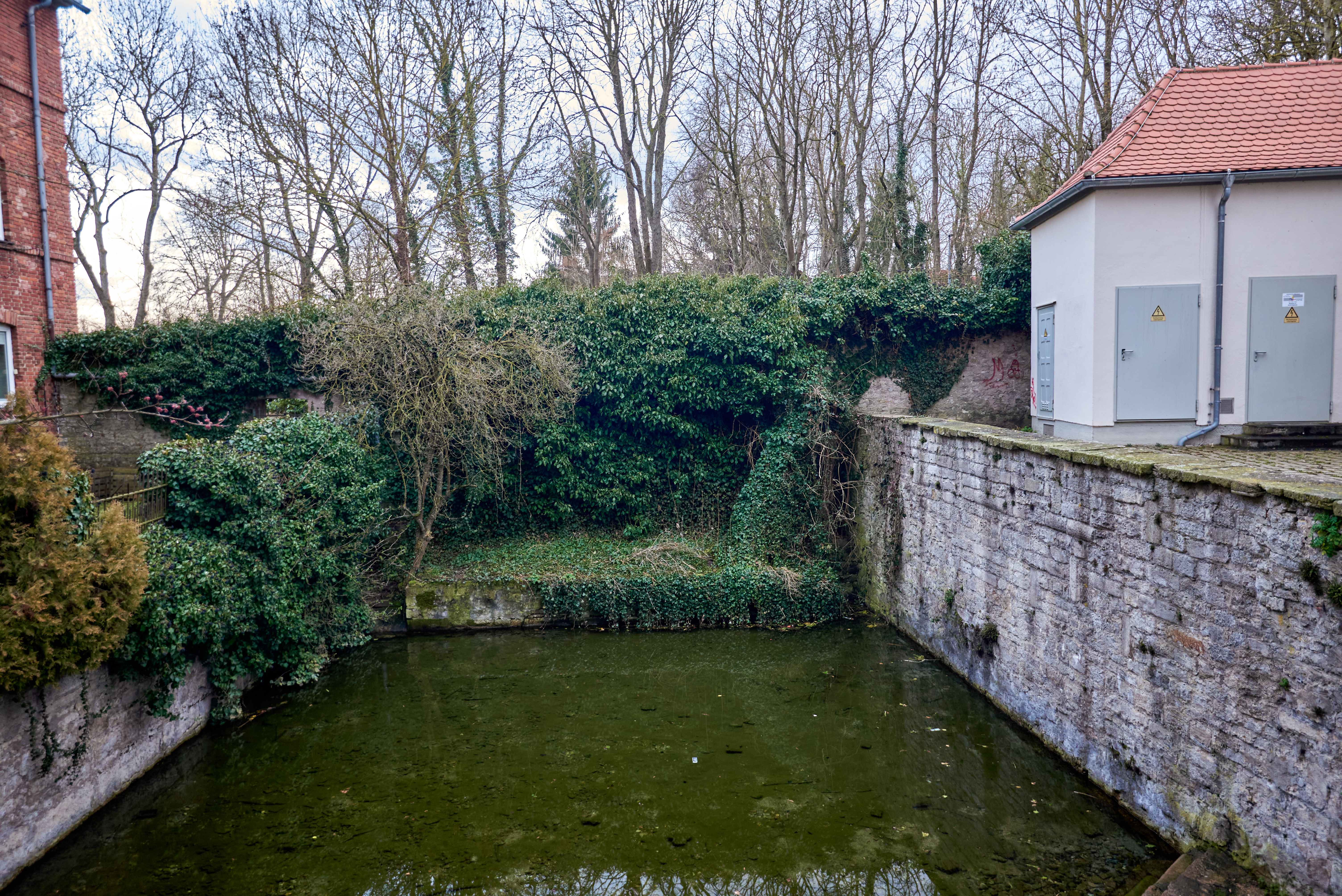
Stadtmauer Schloßplatz 2
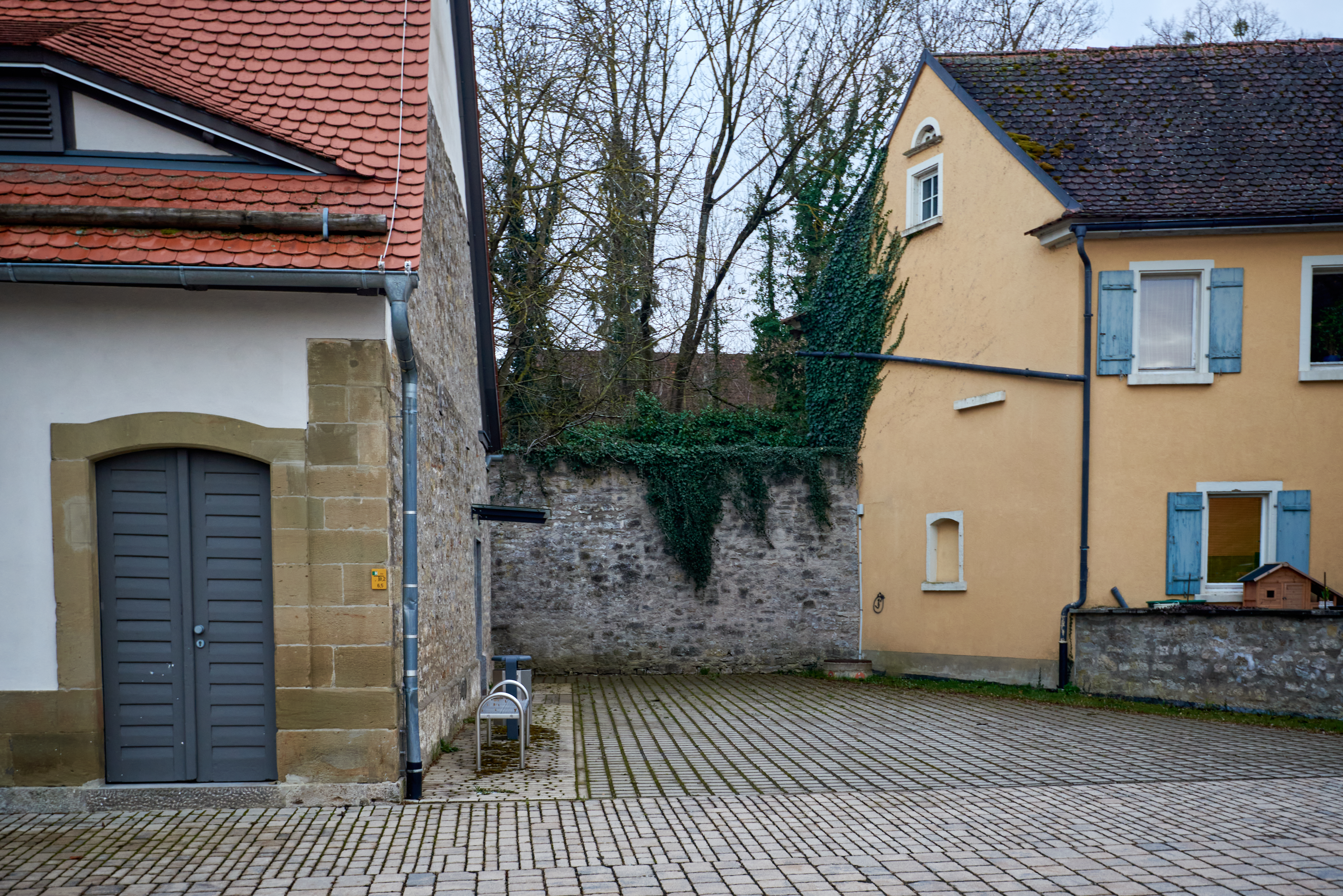
Stadtmauer Schloßplatz 3
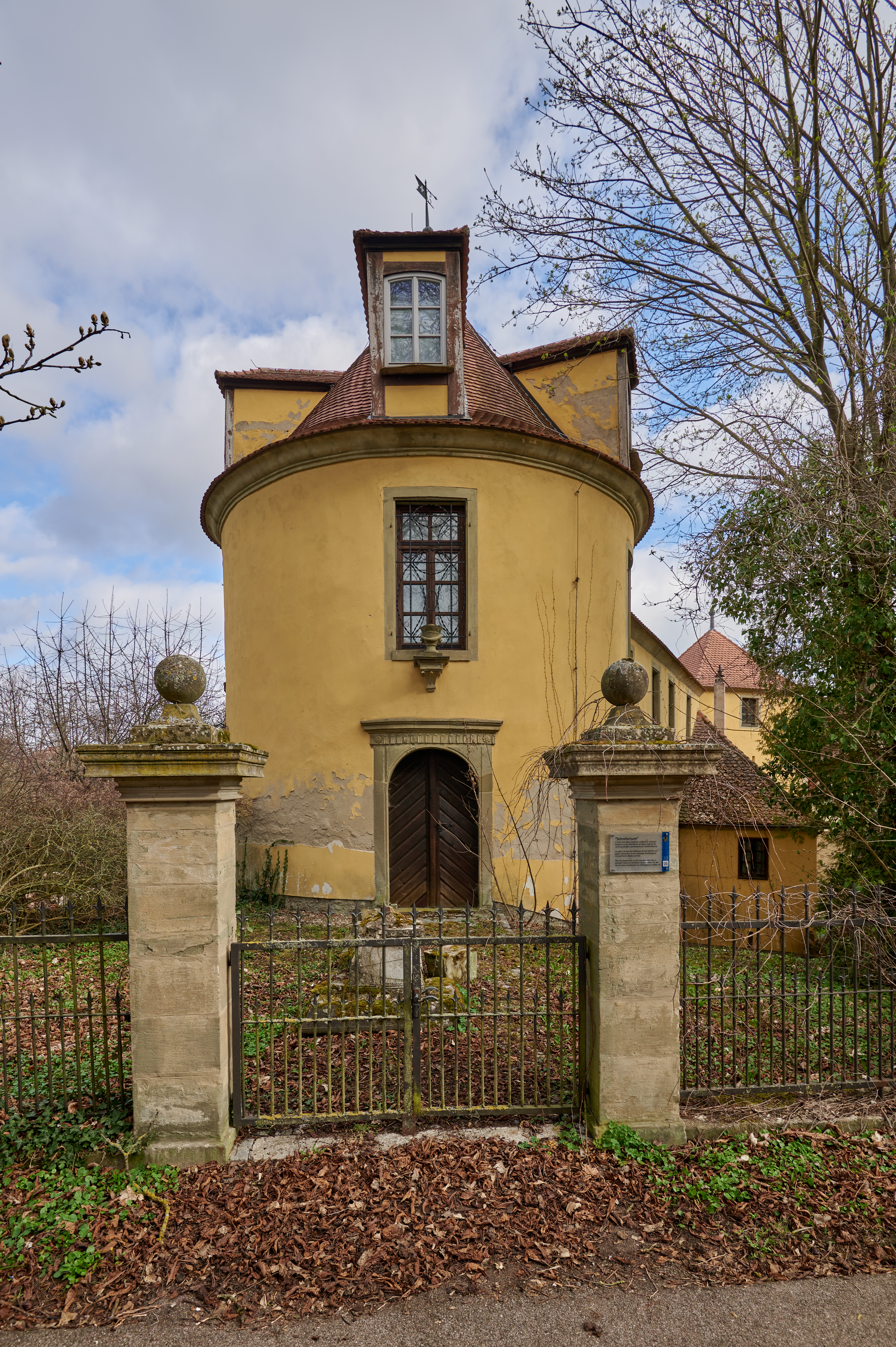
Schnellerturm, Feldseite weitere Bilder
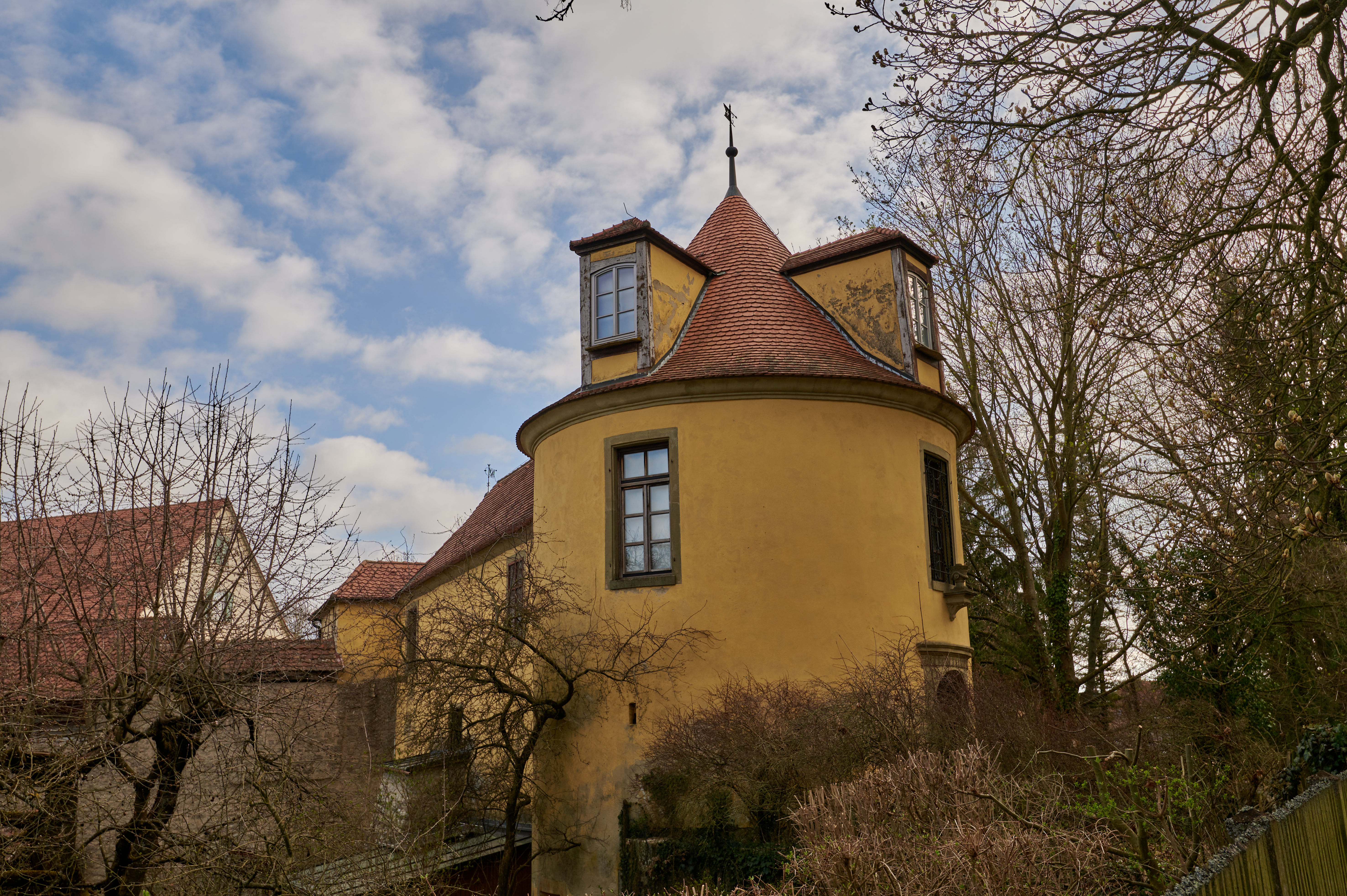
Schnellerturm, Feldseite weitere Bilder
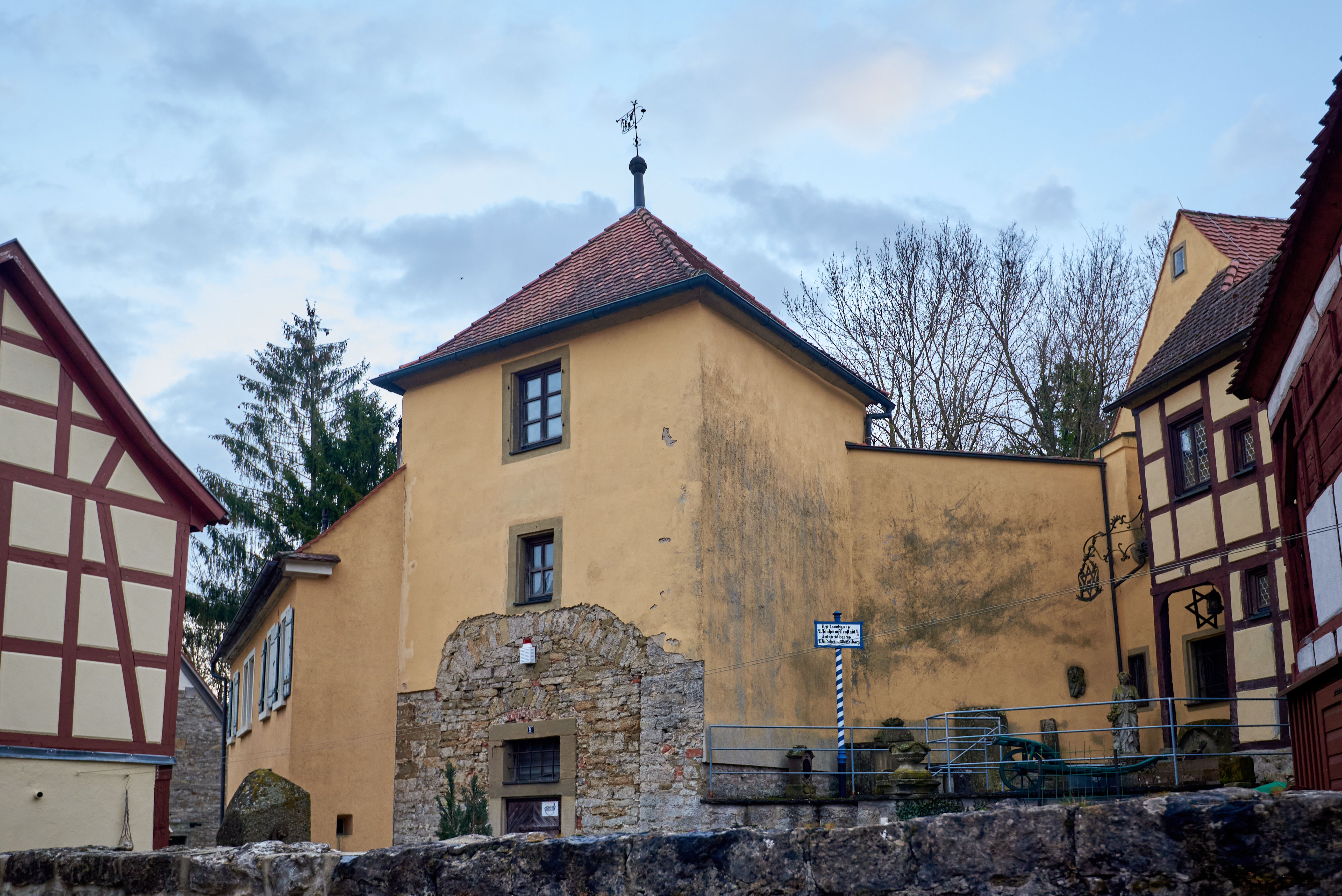
Schnellerturm, Stadtseite weitere Bilder
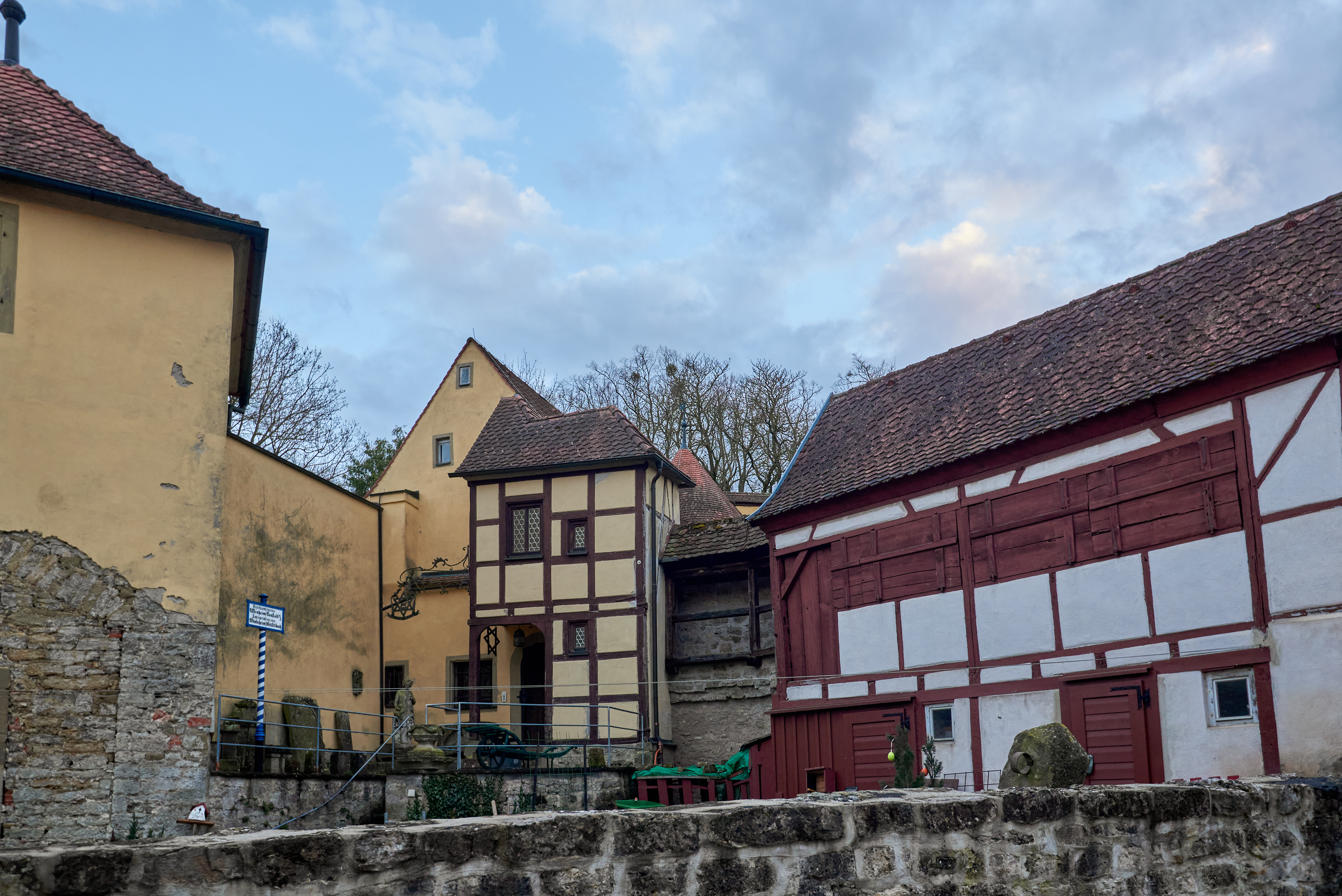
Stadtmauer Schloßplatz 5
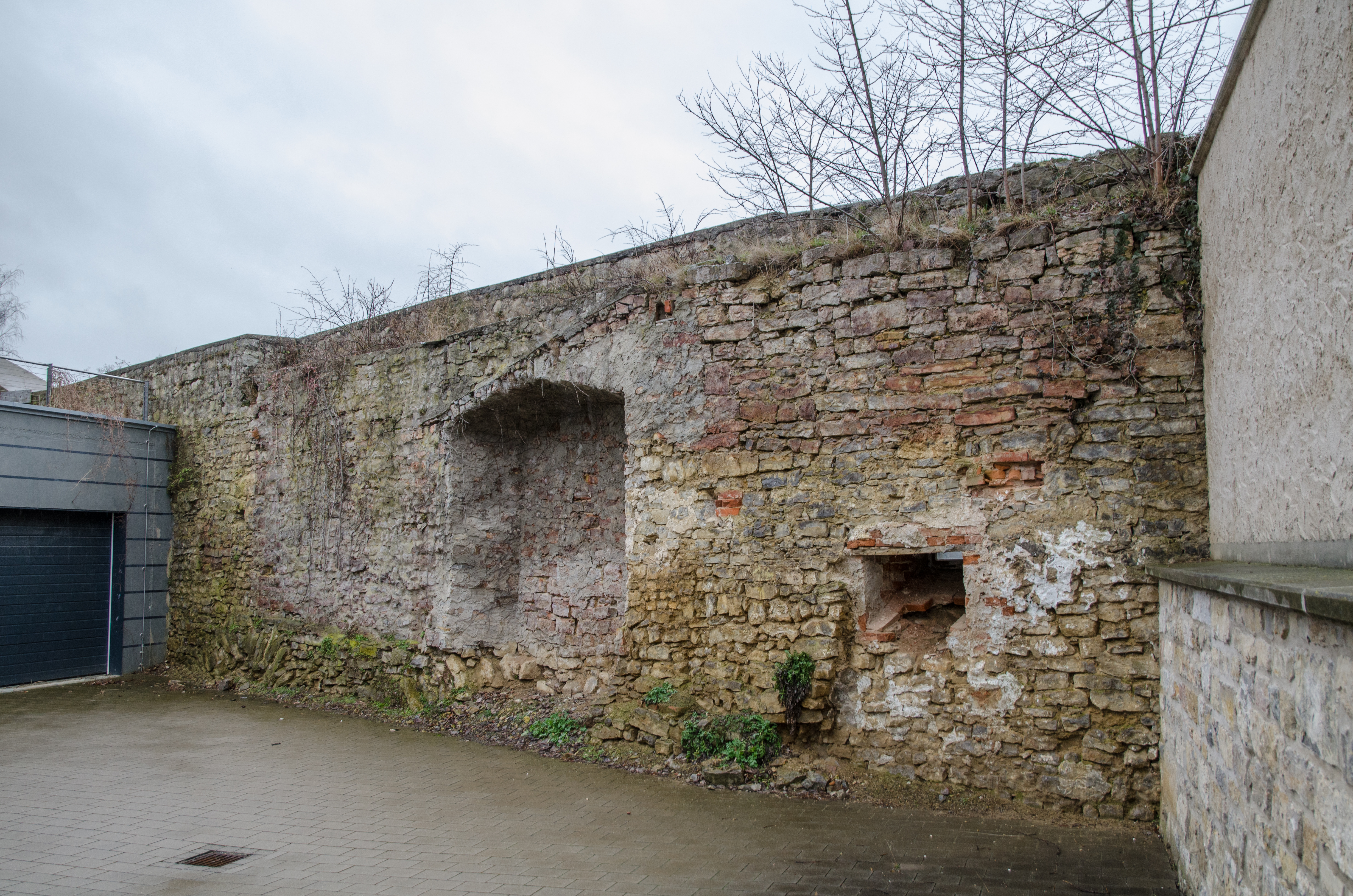
Stadtmauer Schloßplatz 6
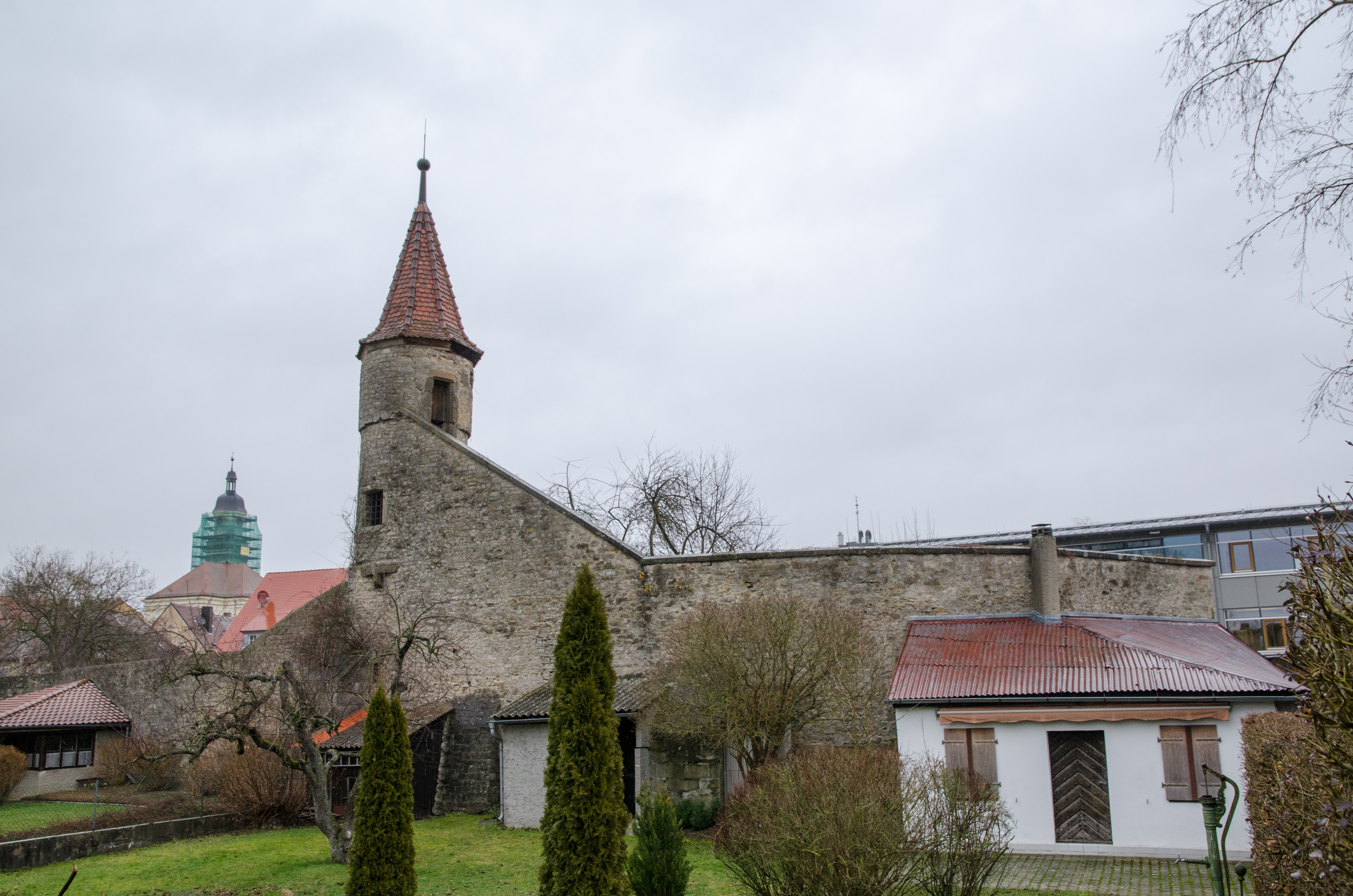
Stadtmauer Schloßplatz 7
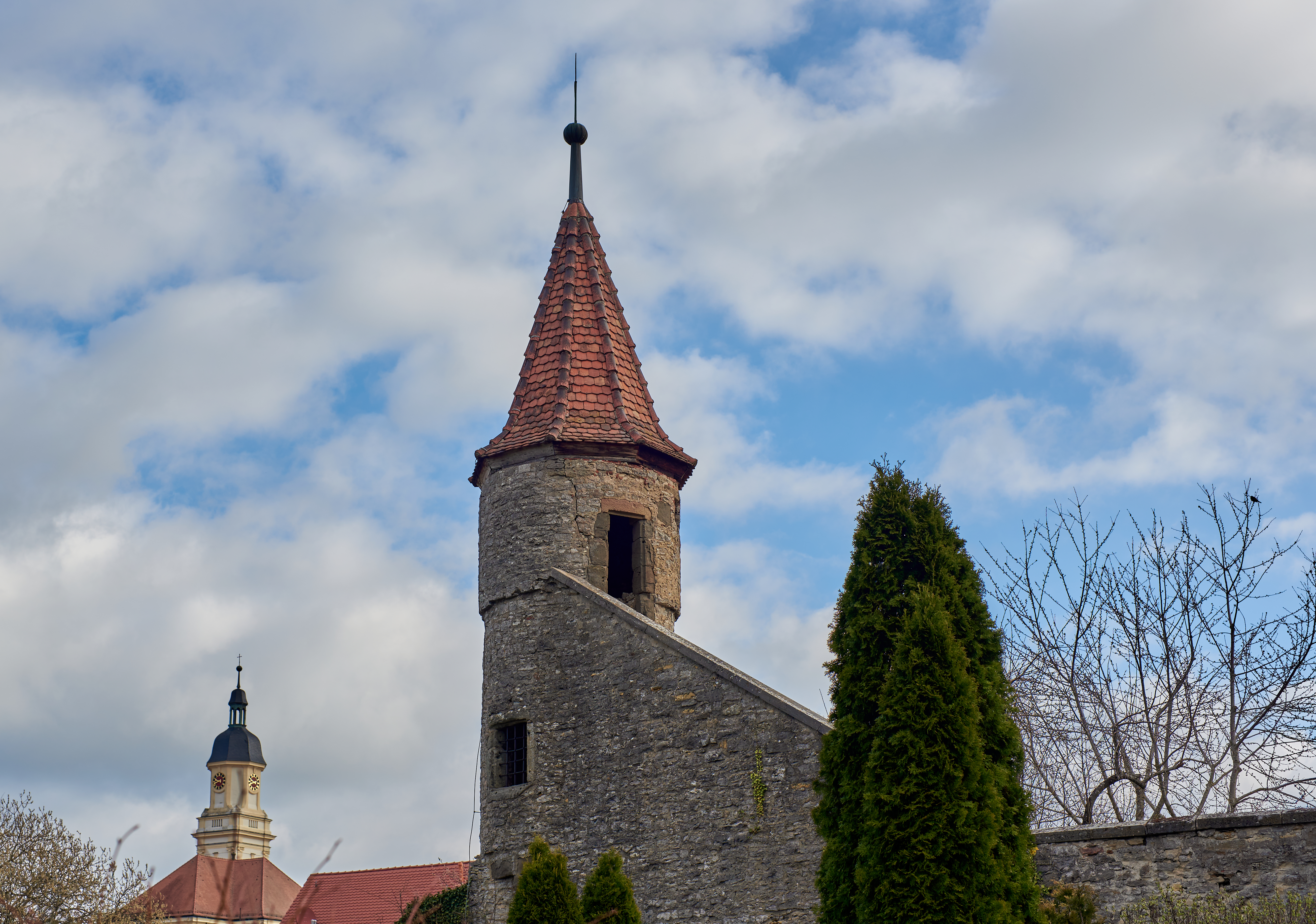
Schulzenturm weitere Bilder
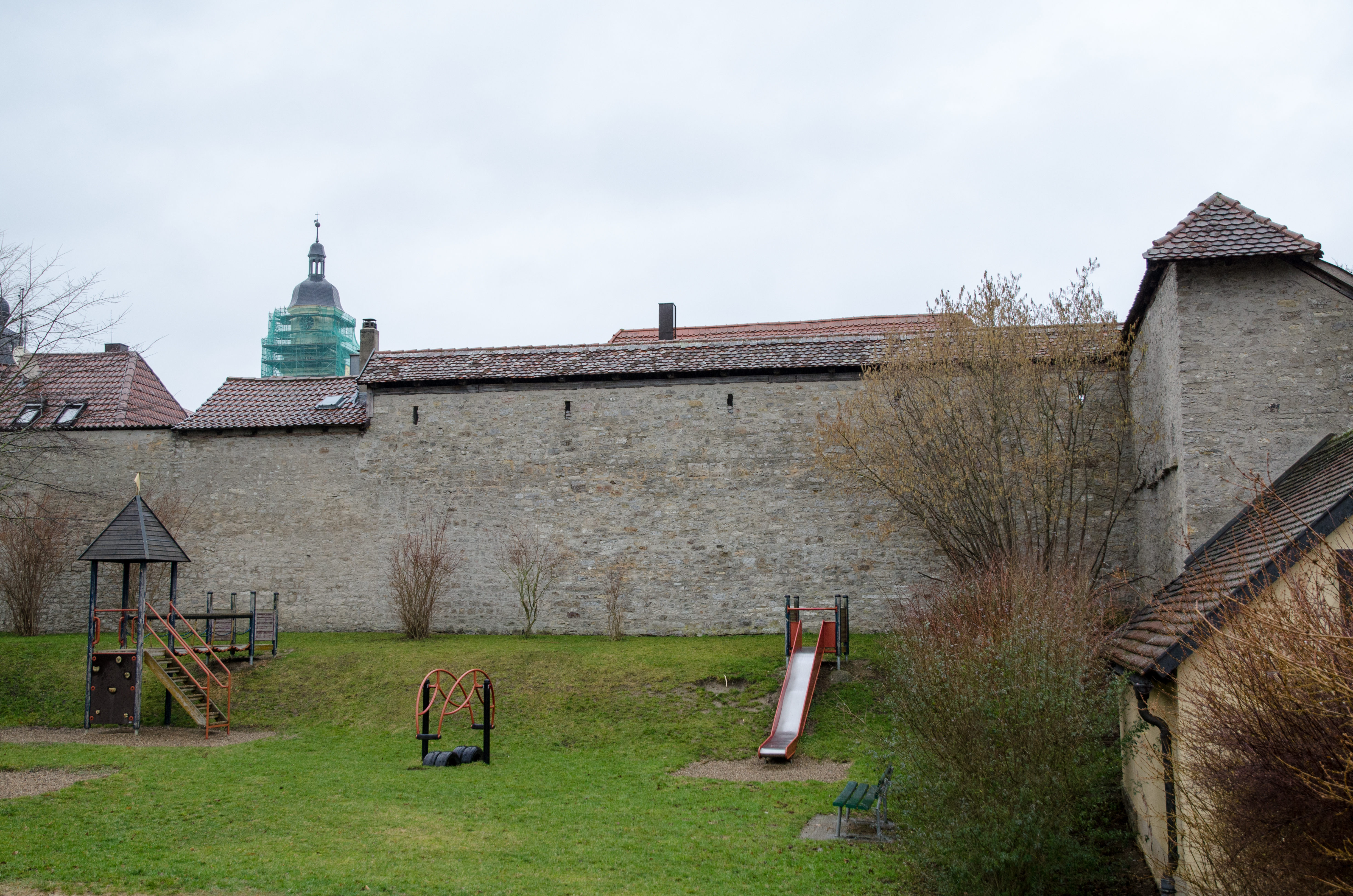
Stadtmauer Schloßplatz 10, Feldseite
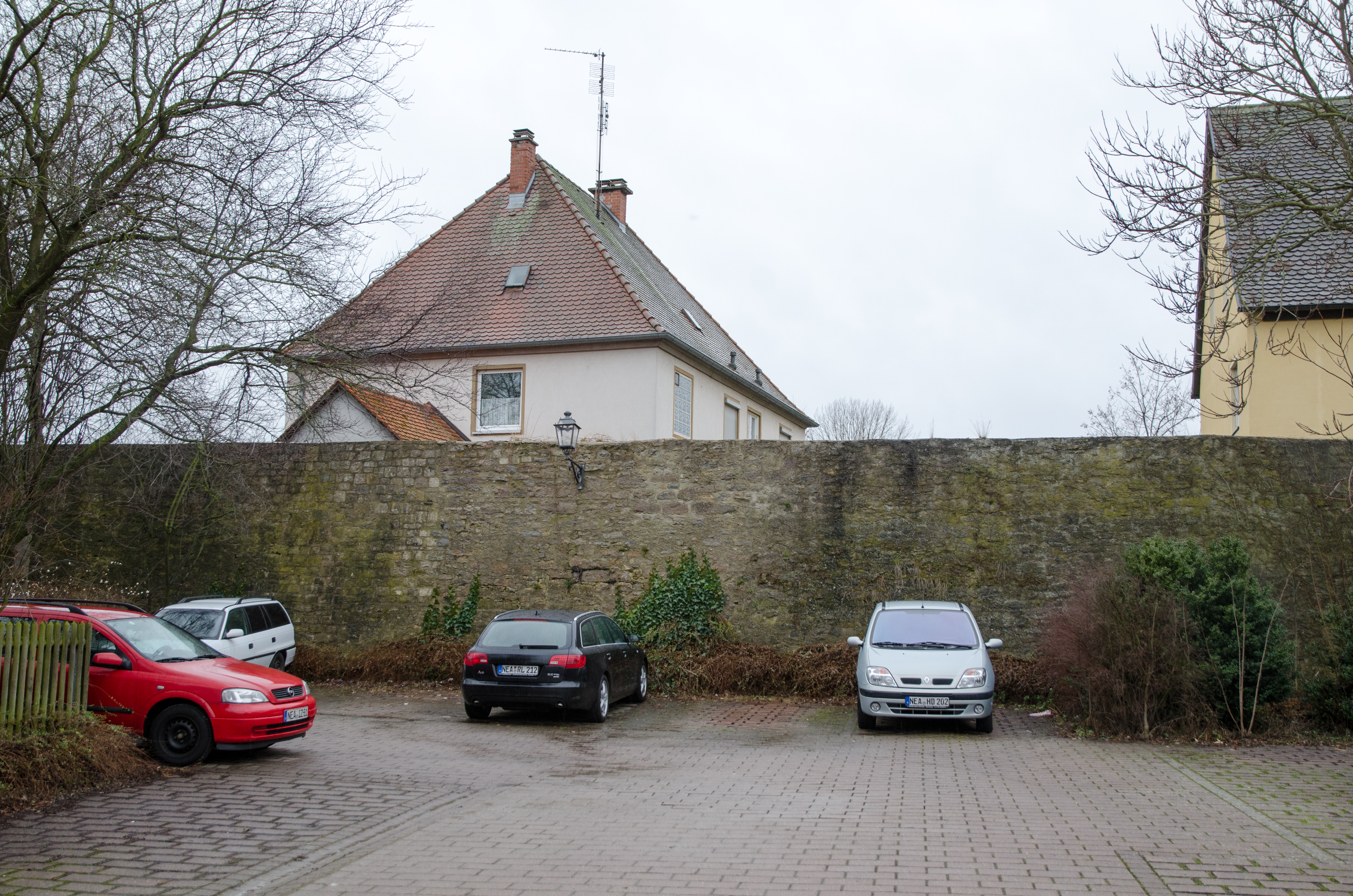
Stadtmauer Schloßplatz 12, Stadtseite
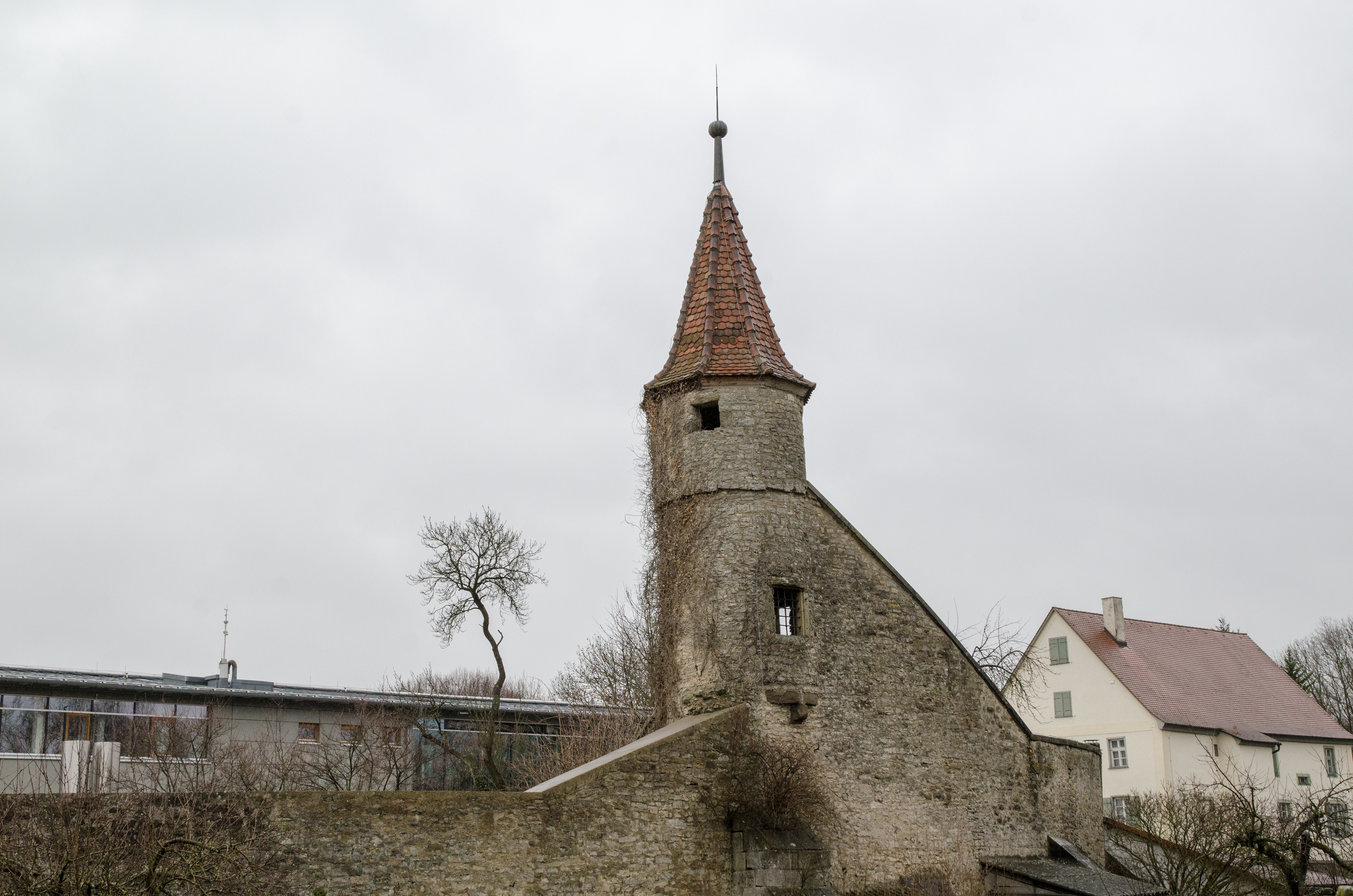
Schulzenturm weitere Bilder
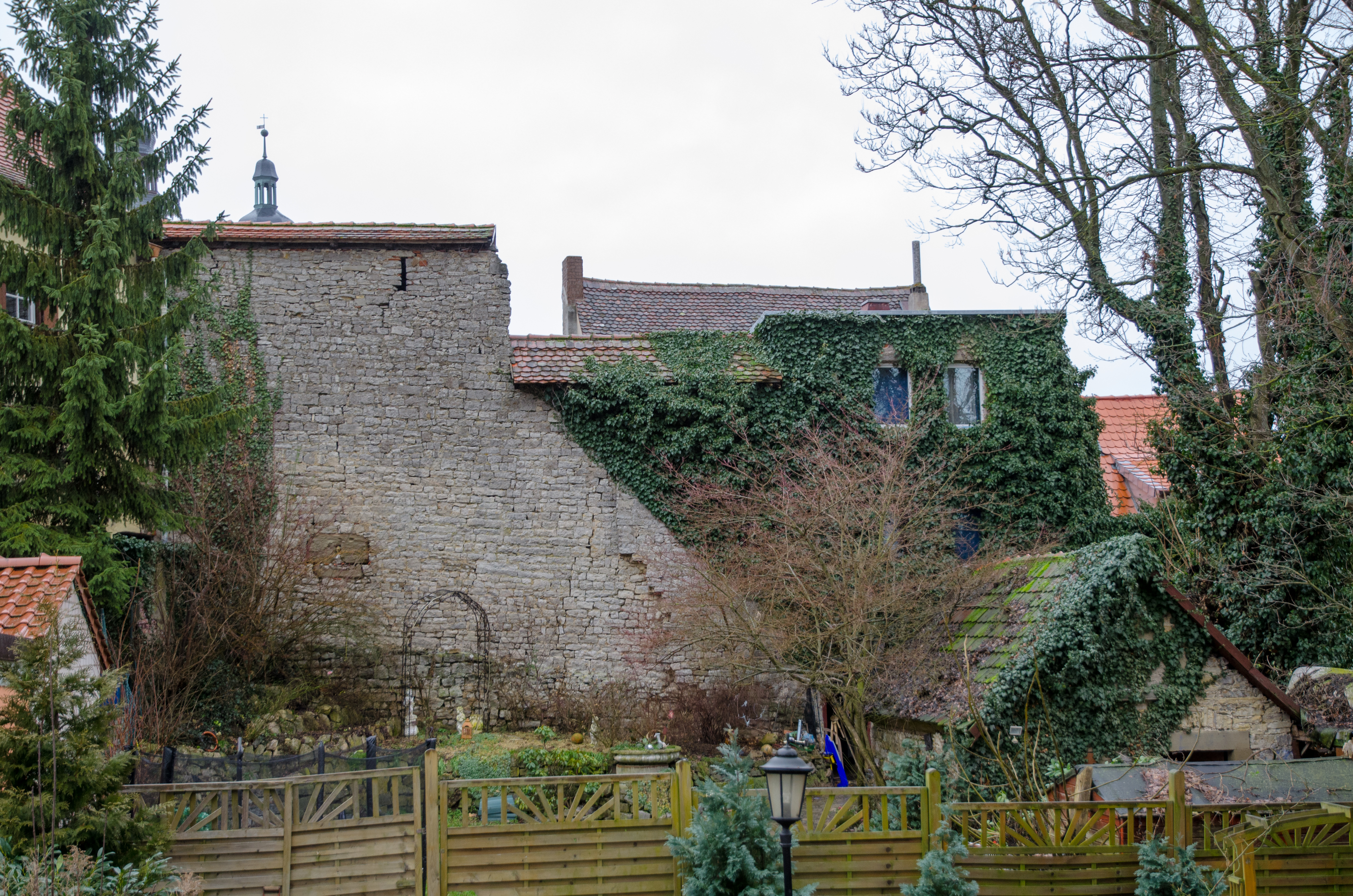
Stadtmauer Heisenstein 15, Feldseite
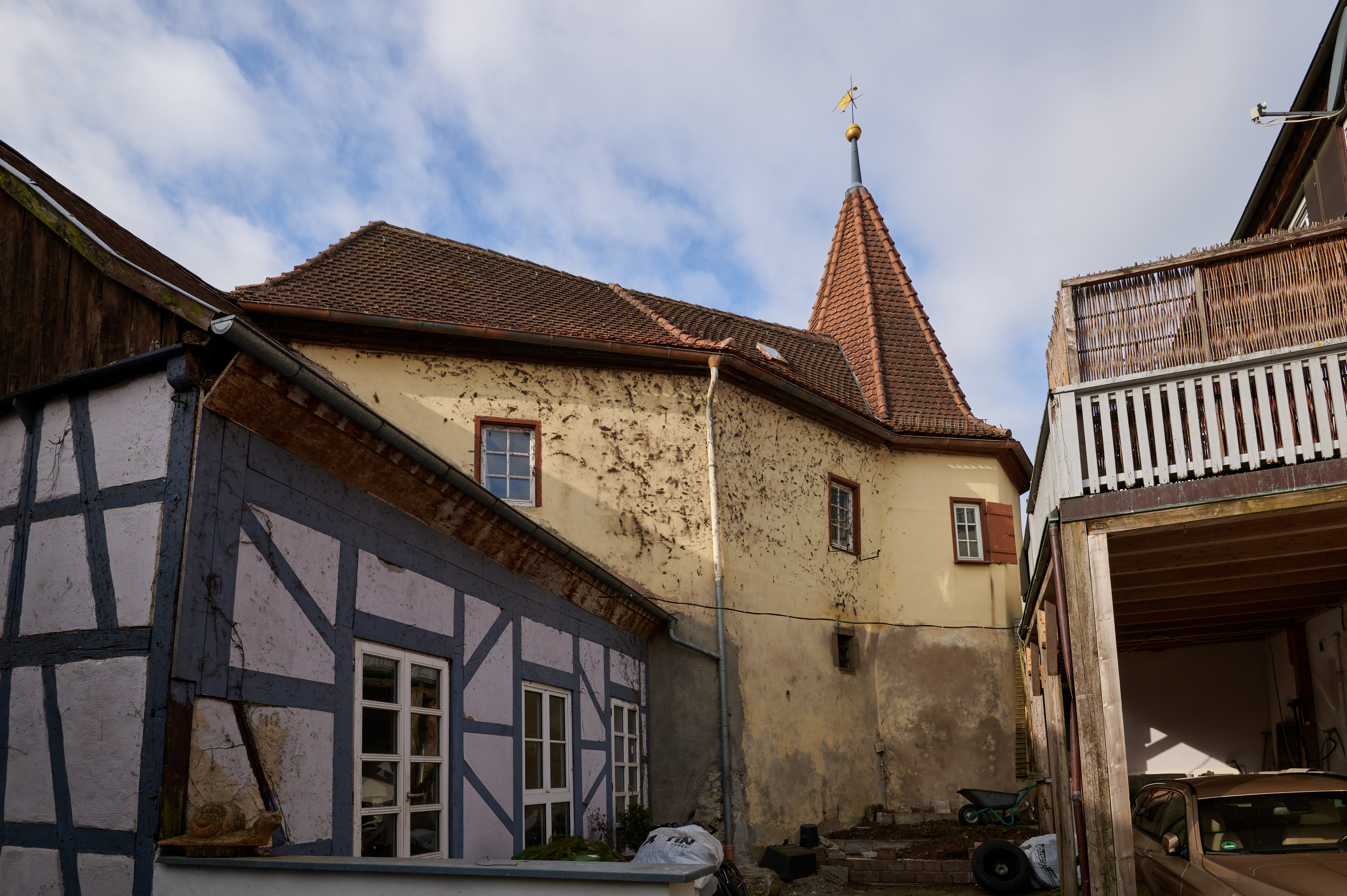
Heisensteinturm, Stadtseite weitere Bilder
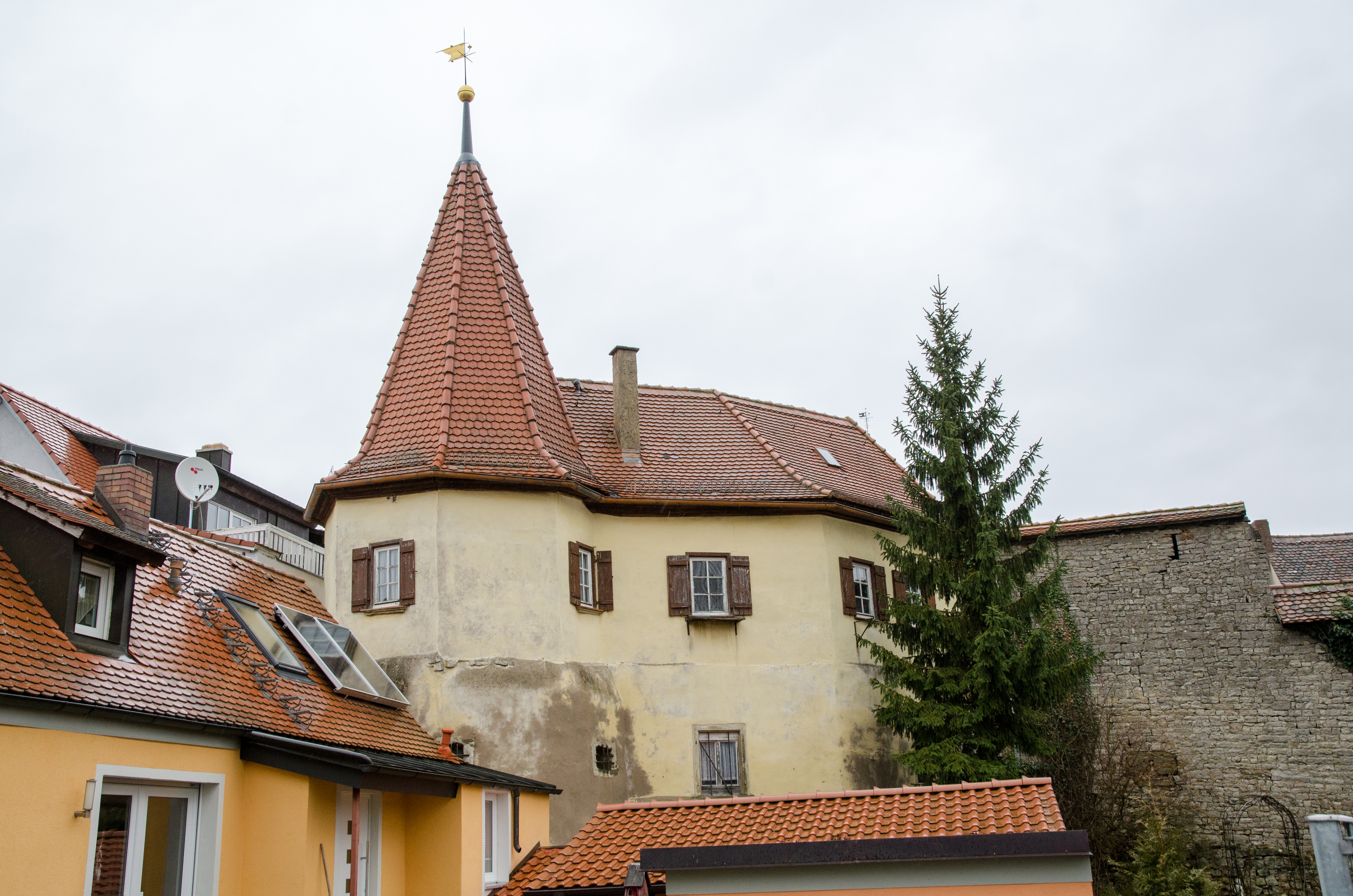
Heisensteinturm, Feldseite weitere Bilder
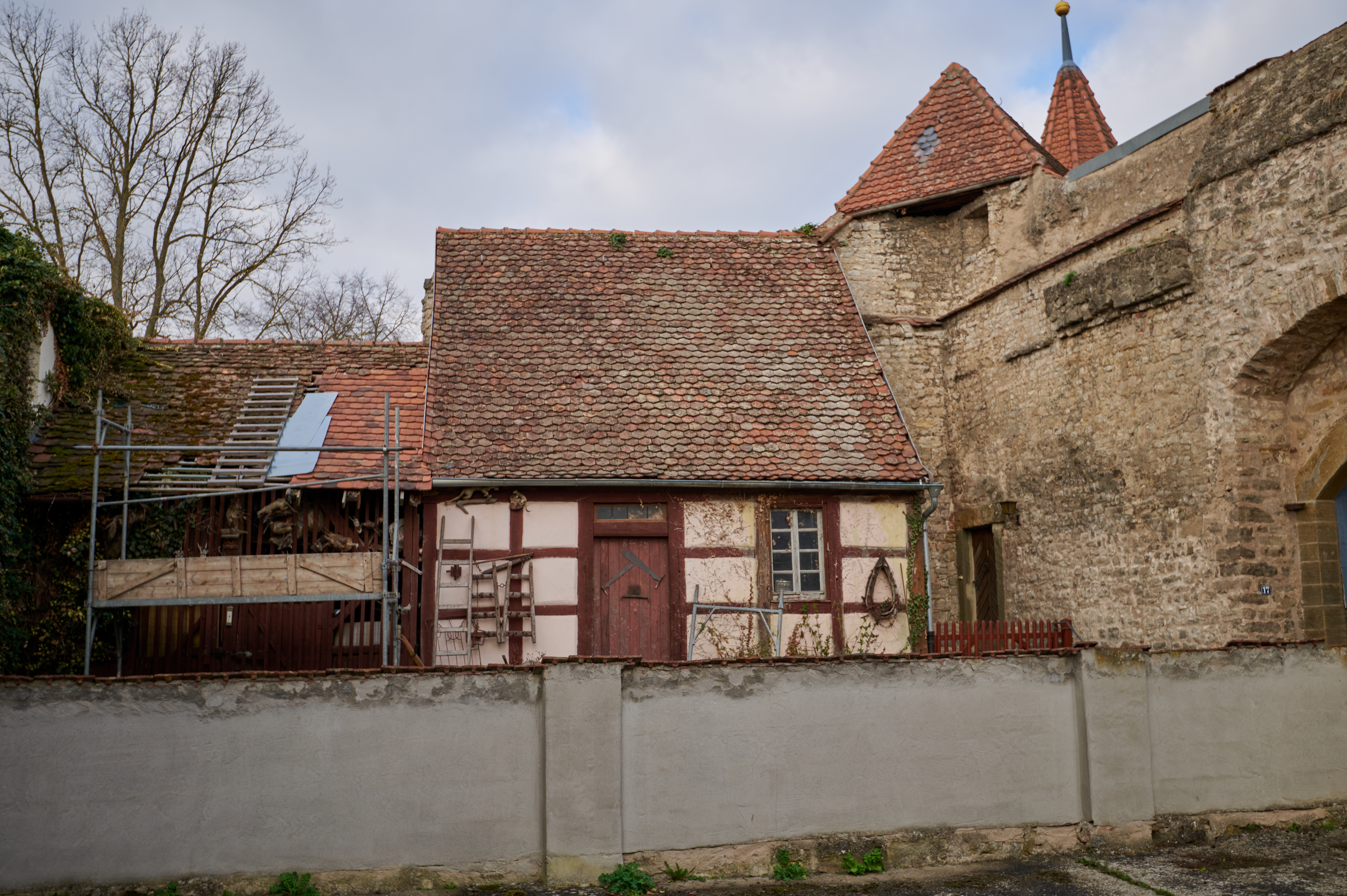
Stadtmauer Würzburgerstraße 5 und 5a
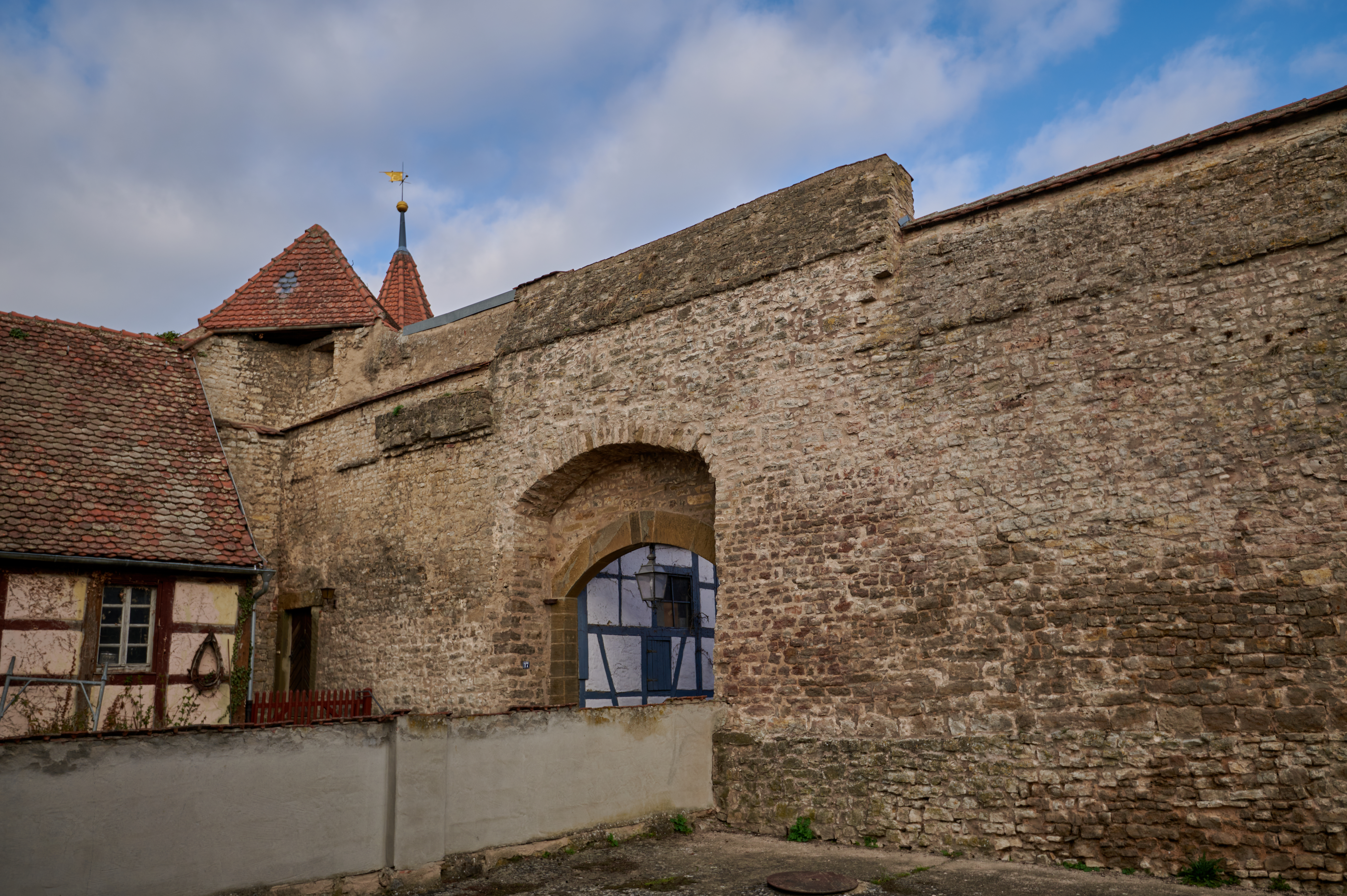
Stadtmauer Würzburgerstraße 5 und 5a
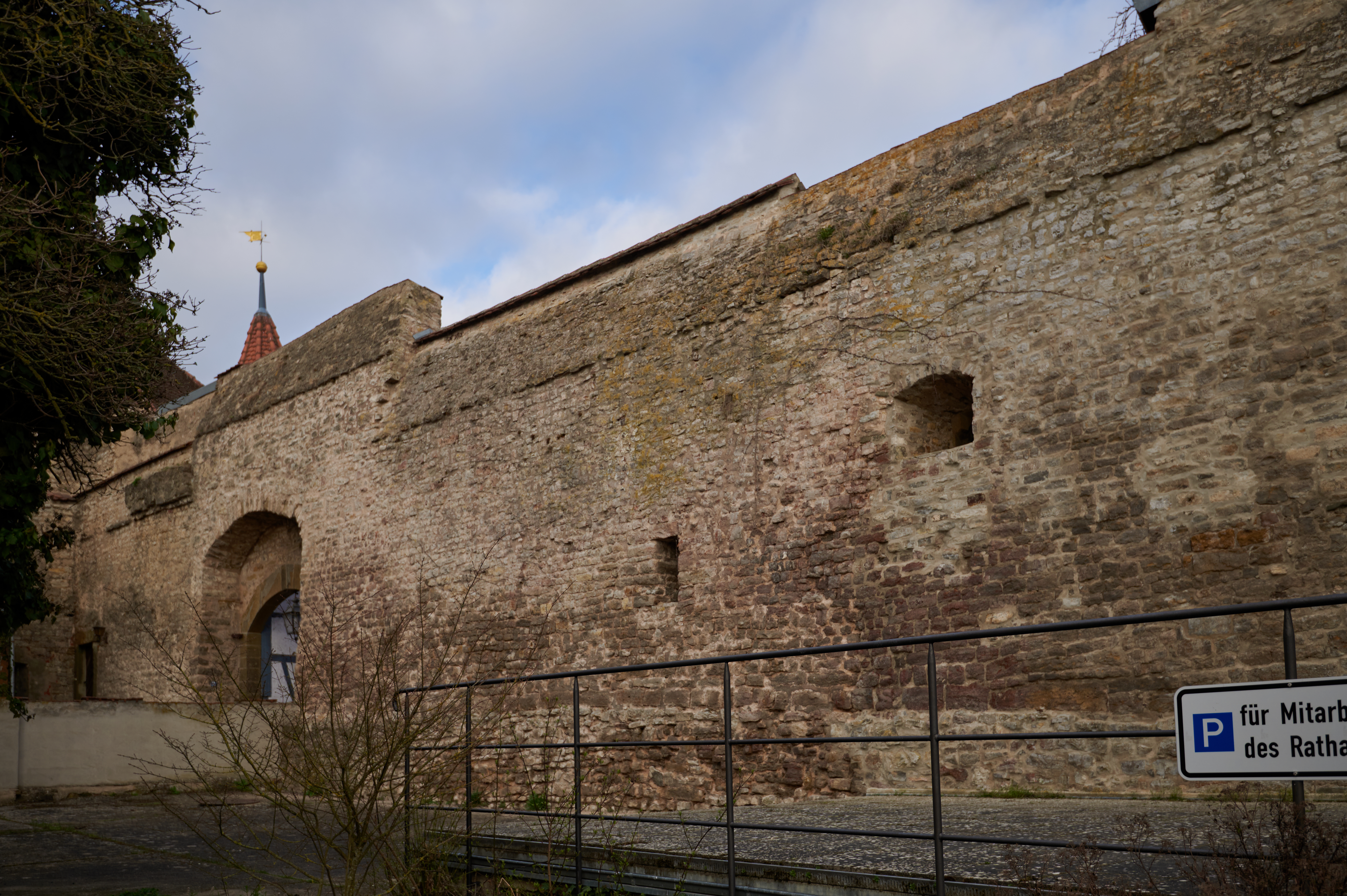
Stadtmauer Würzburgerstraße 5 und 5a
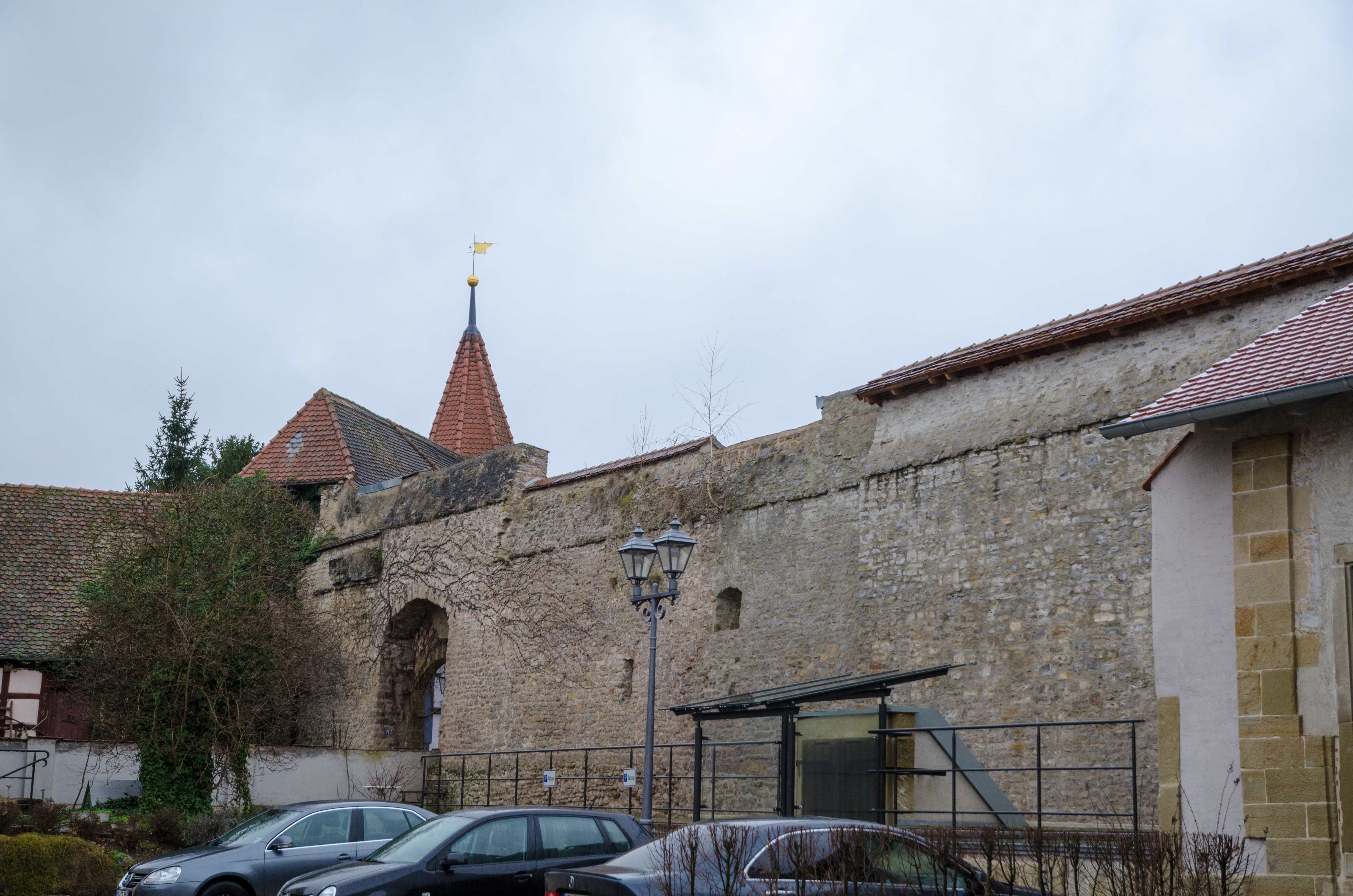

## Baudenkmäler nach Gemeindeteilen

### Uffenheim
| Lage                                                  | Objekt                                                           | Beschreibung | Akten-Nr.      | Bild           |
| ----------------------------------------------------- | ---------------------------------------------------------------- | --- | -------------- | -------------- |
| Adelhofer Straße 1, 3 (Standort)                      | Gasthaus Zum schwarzen Adler                                     | Frei stehendes, massives, zweigeschossiges Doppelhaus mit Walmdach und Putzgliederung, Hausteinportal und geschmiedetem Ausleger, 1701 | D-5-75-168-2   | weitere Bilder |
| Adelhofer Straße 14 (Standort)                        | Ehemaliges Amtsgericht                                           | Zweigeschossiger Mansarddachbau mit Mittelrisalit und Zwerchhaus, reiche neobarocke Putz- und Sandsteingliederung, Freitreppe mit Schmiedeeisengitter, um 1905 | D-5-75-168-3   | weitere Bilder |
| Adelhofer Straße 14 (Standort)                        | Einfahrt                                                         | Sandsteinpfeiler mit Schmiedeeisengitter, gleichzeitig | D-5-75-168-3   | weitere Bilder |
| Am Bahnhof 5 (Standort)                               | Bahnhofsgebäude                                                  | Zweieinhalbgeschossiger Hausteinquaderbau mit Satteldach, erhöhtem Mittelrisalit und Lisenen- und Gesimsgliederung, nach Plänen von Sigmund Hofreiter, 1864 | D-5-75-168-19  | weitere Bilder |
| Amtsgartenweg 13 (Standort)                           | Wohnhaus                                                         | Zweigeschossiger massiver Walmdachbau mit Gesimsgliederung, zweite Hälfte 18. Jahrhundert | D-5-75-168-5   | weitere Bilder |
| Ansbacher Straße 2 (Standort)                         | Wohn- und Geschäftshaus                                          | Zweigeschossiger Satteldachbau, zweite Hälfte 17. Jahrhundert, Synagogeneinbau erste Hälfte 18. Jahrhundert | D-5-75-168-9   | weitere Bilder |
| Ansbacher Straße 7 (Standort)                         | Gasthof                                                          | Zweigeschossiger Eckbau mit Walmdach, bezeichnet 1829, östlich quer gelagert zweigeschossiger Satteldachbau, an das Ansbacher Tor stoßend, vermutlich unter Verwendung von Teilen der Stadtbefestigung, nördlich lang gezogener Rückflügel, zweigeschossiger Steinquaderbau mit Satteldach und Lisenen- und Gesimsgliederung, vermutlich gleichzeitig | D-5-75-168-10  | weitere Bilder |
| Ansbacher Straße 22 (Standort)                        | Ehemaliges Zollhaus                                              | Frei stehender, eingeschossiger Walmdachbau mit steinernem Erdgeschoss und Fachwerkobergeschoss, bezeichnet „1719“, im Grabenbereich der Stadtbefestigung | D-5-75-168-15  | weitere Bilder |
| Ansbacher Straße 24 (Standort)                        | Wohnhaus                                                         | Zweigeschossiger Walmdachbau mit Putzgliederung, 18. Jahrhundert, Umbau erste Hälfte 19. Jahrhundert | D-5-75-168-16  | weitere Bilder |
| Ansbacher Straße 26 (Standort)                        | Wohnhaus                                                         | Zweigeschossiger Mansarddachbau in Ecklage, mit Putzgliederung und Resten der klassizistischen Stuckaturen, bezeichnet „1798“; Baugruppe mit Ansbacher Straße 28 | D-5-75-168-17  | weitere Bilder |
| Ansbacher Straße 28 (Standort)                        | Wohnhaus                                                         | Zweigeschossiger Mansarddachbau mit klassizistischen Stuckaturen und Putzgliederung, um 1798; Baugruppe mit Ansbacher Straße 26 | D-5-75-168-18  | weitere Bilder |
| Bahnhofstraße 5, Wiesenstraße 2 (Standort)            | Wohnhaus                                                         | Zweigeschossiger, zweiteiliger Walmdachbau in Ecklage mit Zwerchhaus, Ecklisenen und Gesimsgliederung, Sockel aus Bruchsteinmauerwerk, um 1910 | D-5-75-168-147 | weitere Bilder |
| Dammgasse 4 (Standort)                                | Wohnhaus                                                         | Frei stehender, zweigeschossiger Walmdachbau mit Zwerchhaus und vorgelagerter Freitreppe, Putzgliederung, bezeichnet „1739“, nach Entwurf des markgräflichen Bauamtes Ansbach | D-5-75-168-20  | weitere Bilder |
| Dammgasse 4 (Standort)                                | Gartenmauer                                                      | Mit Einfahrtspfeiler, 18. Jahrhundert | D-5-75-168-20  | weitere Bilder |
| Dammgasse 4 (Standort)                                | Nebengebäude                                                     | Massivbau mit Satteldach, 18. Jahrhundert | D-5-75-168-20  | weitere Bilder |
| Dekanatsgasse 1 (Standort)                            | Wohnhaus                                                         | Zweigeschossig traufständig (östliche Haushälfte), im Kern Fachwerkbau mit Bohlenstube, 15. bis 18. Jahrhundert (dendrochronologische Datierungen 1438 und 1540), Umbauten 16.–18. Jahrhundert | D-5-75-168-143 | weitere Bilder |
| Friedhofweg 9 (Standort)                              | Aussegnungshalle                                                 | | D-5-75-168-22  | weitere Bilder |
| Friedhofweg 10 (Standort)                             | Evangelisch-lutherische Friedhofskirche St. Jobst                | Einschiffiger Satteldachbau mit eingezogenem Polygonalchor, Freitreppe und Dachreiter, im Kern 1554; mit Ausstattung | D-5-75-168-22  | weitere Bilder |
| Friedhofweg 10 (Standort)                             | Friedhof                                                         | 16. Jahrhundert, mit Grabsteinen 19./erste Hälfte 20. Jahrhundert | D-5-75-168-22  | weitere Bilder |
| Friedhofweg 10 (Standort)                             | Friedhofsmauer                                                   | Bruchsteinmauerwerk, im Kern 16. Jahrhundert | D-5-75-168-22  | BW             |
| Friedrich-Ebert-Straße 18 (Standort)                  | Wohn- und Geschäftshaus                                          | Dreigeschossiger, verputzter Mansardwalmdachbau in Ecklage, mit Fachwerkobergeschossen, Putzgliederung und Balkon an der Ostfassade, zweite Hälfte 18. Jahrhundert | D-5-75-168-23  | weitere Bilder |
| Gang 4 (Standort)                                     | Relief                                                           | Mit Hauszeichen Metzger, 18. Jahrhundert; nicht nachqualifiziert, im Bayerischen Denkmal-Atlas nicht kartiert | D-5-75-168-24  | BW             |
| Heisenstein 11 (Standort)                             | Wohnhaus, ehemaliges Brauhaus                                    | Zweigeschossiger, traufseitiger Fachwerkbau mit Satteldach und Aufzugsgaube, 17. Jahrhundert, Umbau zum Wohnhaus bezeichnet mit „1760“ | D-5-75-168-31  | weitere Bilder |
| Judengasse 1, 3, 5 (Standort)                         | Wohnhausgruppe                                                   | Dreiteiliger, zweigeschossiger Traufseitbau mit Satteldach, Fachwerk verputzt, 1768 | D-5-75-168-34  | weitere Bilder |
| Kirchplatz 1 (Standort)                               | Evangelisch-lutherische Stadtpfarrkirche St. Johannis der Täufer | Neubarocker Saalbau mit Walmdach, eingezogenem Chor und Pilastergliederung, Risalite an Nord- und Südfassade, barockisierend gegliederter Turm mit welscher Haube, 1894/97 von Hermann Steindorffin, 1894–1897, nach Kriegszerstörung Wiederaufbau durch H. Siemsen und Otto Wicht, 1953 | D-5-75-168-148 | weitere Bilder |
| Luitpoldstraße 1, Marktplatz 2 (Standort)             | Wohn- und Geschäftshaus, ehemals Bankhaus Schwenk & Zumpf        | Zweigeschossiger Mansarddachbau in Ecklage mit Risaliten und Zwerchhäusern, Altan an der Nordseite, historisierende Back- und Hausteingliederung, Statuenbesatz bezeichnet „1890“ | D-5-75-168-40  | weitere Bilder |
| Luitpoldstraße 1, Marktplatz 2 (Standort)             | Einfahrt                                                         | Mit Backsteinpfeilern und Eisentor, um 1890 | D-5-75-168-40  | weitere Bilder |
| Luitpoldstraße 1, Marktplatz 2 (Standort)             | Nebengebäude                                                     | Zweigeschossiger Backsteinbau mit Pultdach, um 1890 | D-5-75-168-40  | weitere Bilder |
| Luitpoldstraße 3 (Standort)                           | Evangelisch-lutherisches Dekanatshaus                            | Zweigeschossiger, barocker Walmdachbau mit vorgelagerter Freitreppe und Putzgliederung, bezeichnet 1732, von Maurermeister Zippold; mit Ausstattung, darunter 40 kleine Veduten mit Dörfern des Dekanats, Ende 18. Jahrhundert | D-5-75-168-42  | weitere Bilder |
| Marktplatz (beim Kirchplatz) (Standort)               | Markgrafenbrunnen                                                | Spätbarocke Brunnenanlage mit Sandsteinbecken und Inschriftenrelief anlässlich der Verleihung des englischen Hosenbandordens an Markgraf Carl Wilhelm Friedrich, dem Neffen der englischen Königin Caroline, aus Freudenbacher Sandstein, nach Plan von Johann David Steingruber ausgeführt von Steinmetz Starcky, bezeichnet „1749“, Schmiedeeisengitter von Christoff L. Scheuerlein und Johann L. Bunz, gleichzeitig; gerahmt von zweiläufiger Treppenanlage, im Medaillon wird auf den Stifter (die Vorstände der Stadt Uffenheim) und dem Oberamtmann Christian Philipp Friedrich Baron von Seckendorff sowie dem Landesherren verwiesen, das schmiedeeiserne Türgitter trägt die Initialen CWF – umrahmt vom Wahlspruch des Hosenbandordens: Honi soit qui mal y pense (Entehrt sei, wer schlechtes dabei denkt) | D-5-75-168-53  | weitere Bilder |
| Marktplatz 4 (Standort)                               | Wohn- und Geschäftshaus                                          | Zweigeschossiger, historistischer Mansarddachbau mit zwei Zwerchhäusern, reiche Backsteingliederung, bezeichnet „1892“ | D-5-75-168-45  | weitere Bilder |
| Marktplatz 6 (Standort)                               | Doppelwohnhaus                                                   | Zweigeschossige Massivbauten mit Mansard- bzw. Walmdach und Hausteingliederung, rückseitig Fachwerkgiebel, bezeichnet „1714“, Zusammenlegung 1910 | D-5-75-168-46  | weitere Bilder |
| Marktplatz 7 (Standort)                               | Ehemaliges Gasthaus Zum goldenen Hirsch                          | Dreigeschossiger stattlicher Fachwerkbau mit Walmdach und reichen Zierformen, bezeichnet „1590“, Fachwerk Nordseite bezeichnet 1593, Südseite wohl 16. Jahrhundert, Ostseite 18. Jahrhundert, Versteinerung des Erdgeschosses 18. Jahrhundert | D-5-75-168-47  | weitere Bilder |
| Marktplatz 7 (Standort)                               | Hofeinfahrt                                                      | Rundbogig | D-5-75-168-47  | weitere Bilder |
| Marktplatz 8 (Standort)                               | Wohnhaus                                                         | Zweigeschossiger, giebelständiger Halbwalmdachbau, 18. Jahrhundert | D-5-75-168-48  | weitere Bilder |
| Marktplatz 8 (Standort)                               | Rückgebäude                                                      | Zweigeschossiger Walmdachbau mit Fachwerkobergeschoss und Laubengang, 18. Jahrhundert | D-5-75-168-48  | weitere Bilder |
| Marktplatz 11 (Standort)                              | Wohn- und Geschäftshaus                                          | Dreigeschossiger Satteldachbau in Ecklage, spätklassizistische Architekturgliederung, bezeichnet „1870“ | D-5-75-168-149 | weitere Bilder |
| Marktplatz 12 (Standort)                              | Wohnhaus                                                         | Quergelagerter Nordtrakt mit verputzten Fachwerk und drei vorkragenden Geschossen, Satteldach, 16. Jahrhundert, zweigeschossiger, massiver Westtrakt mit Walmdach, erste Hälfte 19. Jahrhundert | D-5-75-168-50  | weitere Bilder |
| Marktplatz 16 (Standort)                              | Rathaus                                                          | Viergeschossiger gegliederter Walmdachbau mit Dachreiter, von Johann David Steingruber und Leopoldo Retti, Mitte 18. Jahrhundert | D-5-75-168-52  | weitere Bilder |
| Marktplatz 19 (Standort)                              | Wohn- und Geschäftshaus                                          | Dreigeschossiger Krüppelwalmdachbau in Ecklage mit Fachwerkobergeschossen und Eckerker mit Pyramidendach, Heimatstil, rückwärtig zweigeschossiger Fachwerkanbau mit Laubengang, 1913/14 | D-5-75-168-152 | weitere Bilder |
| Mühlstraße 33 (Standort)                              | Ehemalige Mühle                                                  | Zweigeschossiger Satteldachbau mit Fachwerkobergeschoss und -giebel, westlich Ökonomie, massiver Steinbau mit Reliefstein, bezeichnet mit „1776“, südlich eingeschossiger Scheunenanbau, teils mit Fachwerk, 18. Jahrhundert | D-5-75-168-75  | BW             |
| Neue Gasse 4 (Standort)                               | Wohnhaus                                                         | Dreigeschossiger, klassizistischer Satteldachbau mit Fachwerkobergeschossen und -giebel, frühes 19. Jahrhundert; mit Ausstattung, Stuck und Malereien im Vestibül; vergleiche Ensemble Würzburger Straße/Neue Gasse | D-5-75-168-55  | weitere Bilder |
| Neue Gasse 8 (Standort)                               | Ehemaliges Hospitalgebäude, ehemaliges Schülerheim               | Zweigeschossiger, langgezogener Traufseitbau mit Satteldach, 18.–19. Jahrhundert | D-5-75-168-144 | weitere Bilder |
| Neue Gasse 8 (Standort)                               | Nebengebäude                                                     | Eingeschossiger Walmdachbau | D-5-75-168-144 | weitere Bilder |
| Neue Gasse 8 (Standort)                               | Nebengebäude                                                     | Eingeschossiger Walmdachbau | D-5-75-168-144 | weitere Bilder |
| Neue Gasse 8 (Standort)                               | Garten                                                           | Barocke Anlage mit zwei steinernen Bänken und Säulen | D-5-75-168-144 | weitere Bilder |
| Ringstraße 14 (Standort)                              | Wohnhaus                                                         | Frei stehender, traufständiger, zweigeschossiger Satteldachbau mit Mittelrisalit, Erker und Schweifgiebeln, Backsteinfassade mit Sandsteingliederung, 1896/97 | D-5-75-168-153 | weitere Bilder |
| Rothenburger Straße 1 (Standort)                      | Ehemaliges Gasthaus                                              | Zweigeschossiger Walmdachbau mit Freitreppe, klassizistisch, 1846 | D-5-75-168-156 | weitere Bilder |
| Schloßplatz 1 (Standort)                              | Ehemaliges Schloss                                               | Im Kern mittelalterliche Wasserburg, Torturm 15. Jahrhundert, Vierflügelanlage um Hof, zwei- bis zweieinhalbgeschossig, auf Bruchsteinsockel, massiv, teils Fachwerk, Putzgliederung, nördlicher Haupttrakt mit vier Seiten um schmalen Lichthof, Walmdach und Risalit, barocker Umbau des Schlosses durch markgräfliches Bauamt Ansbach nach Plänen von David Steingruber und Leopoldo Retti 1737–1752 | D-5-75-168-59  | weitere Bilder |
| Schloßplatz 1 (Standort)                              | Grabenbereich und Garten                                         | 18./19. Jahrhundert | D-5-75-168-59  | weitere Bilder |
| Schloßstraße 3 (Standort)                             | Ehemaliger Gasthof und Posthalterei                              | Mehrteilige Anlage: Haupthaus, zweigeschossiger Walmdachbau mit Fachwerkobergeschoss und Korbbogenportal mit genuteter Rahmung, 1709/10 (dendrochronologisch datiert), westlich anschließend zweigeschossiger Walmdachbau, um 1800, südwestlich ehemaliges Brauhaus, dreigeschossiger Krüppelwalmdachbau mit Fachwerkobergeschoss und -giebel, Mitte 18. Jahrhundert, südöstlich ehemaliger Pferdestall, dreigeschossiger Walmdachbau mit Fachwerkobergeschoss, kurz nach 1800 | D-5-75-168-64  | weitere Bilder |
| Schloßstraße 3, im Hof (Standort)                     | Ehemaliges Taubenhaus, Pferdestall                               | Eingeschossiger Walmdachbau mit massiven Erdgeschoss und Fachwerkgiebel | D-5-75-168-64  | weitere Bilder |
| Schloßstraße 9 (Standort)                             | Wohnhaus                                                         | Zweigeschossiger Massivbau in Ecklage, mit Walmdach, Freitreppe und Gliederung, bezeichnet „1841“ | D-5-75-168-66  | weitere Bilder |
| Spitalplatz 1 (Standort)                              | Evangelisch-lutherische Spitalkirche                             | Einschiffige Kirche mit Polygonalchor im Kern von 1360, Umbau (bezeichnet) „1710/11“, Turmfassade von 1881; mit Ausstattung | D-5-75-168-71  | weitere Bilder |
| Spitalplatz 9 (Standort)                              | Ehemaliges Gasthaus                                              | Dreigeschossiger Walmdachbau mit reicher Putzgliederung, nördlich zweigeschossiger Satteldachanbau, zweite Hälfte 18. Jahrhundert | D-5-75-168-73  | weitere Bilder |
| Würzburger Straße 3 (Standort)                        | Wohnhaus (Scherenhof)                                            | Stattlicher, zweigeschossiger und giebelständiger Satteldachbau mit Fachwerkobergeschoss und -giebel, mit Rundbogentor und Polygonalerker mit Pyramidendach, bezeichnet „1571“, Veränderungen 18. Jahrhundert | D-5-75-168-77  | weitere Bilder |
| Würzburger Straße 5 a (Standort)                      | Portal mit Wappen                                                | Bezeichnet „1792“ | D-5-75-168-79  | weitere Bilder |
| Würzburger Straße 5 b (Standort)                      | Ehemaliges Brau- und Dörrhaus, später Schmiede u. Wohnhaus       | Backsteinbau mit überstehender Traufe und Obergeschosslaube, rückseitig massiv mit Fachwerkobergeschoss, um 1880; vergleiche auch Ensemble Altstadt Uffenheim mit Vorstadt | D-5-75-168-79  | weitere Bilder |
| Würzburger Straße 8, 10 (Standort)                    | Doppelwohnhaus                                                   | Zweigeschossiger, massiver Walmdachbau, südliche Hälfte 1769 (dendrochronologisch datiert), nördliche Hälfte 1778, Schaufenster mit Blendmaßwerkrahmen, an Westfassade, Mitte 19. Jahrhundert | D-5-75-168-82  | weitere Bilder |
| Würzburger Straße 9 (Standort)                        | Wohnhaus                                                         | Traufseitiger, zweigeschossiger, verputzter Fachwerkbau mit holzgerahmter Tordurchfahrt, bezeichnet „1713“ | D-5-75-168-83  | weitere Bilder |
| Würzburger Straße 11, 13 (Standort)                   | Doppelhaus                                                       | Zweigeschossiger Walmdachbau, teils Fachwerk, Wappen bezeichnet „1769“; vergleiche Ensemble Altstadt Uffenheim mit Vorstadt | D-5-75-168-86  | weitere Bilder |
| Würzburger Straße 15 (Standort)                       | Katholische Pfarrkirche Himmelfahrt Mariä                        | Einschiffiger, neuromanischer Backsteinbau, Westturm mit Spitzhaube, 1892/93 von Strebel; mit Ausstattung; vergleiche Ensemble Altstadt Uffenheim mit Vorstadt | D-5-75-168-89  | weitere Bilder |
| Würzburger Straße 28 (Standort)                       | Wohnhaus                                                         | Zweigeschossiges, massives Eckhaus mit Walmdach und Gliederung, bezeichnet „1784“ | D-5-75-168-91  | weitere Bilder |
| Würzburger Straße 28 (Standort)                       | Hofeinfahrt                                                      | Mit vasenbekrönten Pfeilern, Ende 18. Jahrhundert | D-5-75-168-91  | weitere Bilder |
| Würzburger Straße 28 (Standort)                       | Pferdestall                                                      | Eineinhalbgeschossiger Massivbau mit traufseitig abgeschlepptem Satteldach, Stichbogenrahmen und Vierpasstondi im Mezzanin, 3. Viertel 19. Jh. | D-5-75-168-91  | weitere Bilder |
| Hölle, westlich der Straße nach Custenlohr (Standort) | Drei Stelen                                                      | Pyramidenförmig, Sandstein, um 1740, mit aufgesetzten Eisenkreuzen, bezeichnet mit „1906“ | D-5-75-168-94  | weitere Bilder |

### Aspachhof
| Lage                   | Objekt             | Beschreibung | Akten-Nr.              | Bild |
| ---------------------- | ------------------ | --- | ---------------------- | ---- |
| Aspachhof 1 (Standort) | Herrenhaus         | nördlicher Teil einer Vierseithofanlage, dreieinhalbgeschossiger Satteldachbau, massiv, Erdgeschoss Muschelkalkquader, Obergeschosse mit Schilfsandstein- und Putzgliederung, Treppengiebel, 1707–1744, 1856 aufgestockt | D-5-75-168-95 Wikidata | BW   |
| Aspachhof 1 (Standort) | Torpfeiler         | Genutet mit Kugelbesatz, 18. Jahrhundert | D-5-75-168-95 Wikidata | BW   |
| Aspachhof 1 (Standort) | Wirtschaftsgebäude | Massive, eingeschossige Wirtschaftsgebäude mit Satteldach, teils mit Treppengiebel, Osttrakt mit Dachreiter, 19. Jahrhundert                                                                                             | D-5-75-168-95 Wikidata | BW   |

### Brackenlohr
| Lage                      | Objekt        | Beschreibung | Akten-Nr.     | Bild |
| ------------------------- | ------------- | --- | ------------- | ---- |
| Brackenlohr 16 (Standort) | Wohnstallhaus | Eingeschossiger Satteldachbau, Fachwerk mit Abbundzeichen auf Steinsockel, Erdgeschoss teils versteinert, 18./19. Jahrhundert | D-5-75-168-96 | BW   |
| Brackenlohr 16 (Standort) | Scheune       | Mit Portal von 1682, teilweise Fachwerk des 18./19. Jahrhunderts                                                              | D-5-75-168-96 | BW   |

### Custenlohr
| Lage                     | Objekt                                        | Beschreibung | Akten-Nr.      | Bild           |
| ------------------------ | --------------------------------------------- | --- | -------------- | -------------- |
| Custenlohr 7 (Standort)  | Wohnstallhaus                                 | Eingeschossiger, giebelständiger Satteldachbau, Fachwerk, teils Muschelkalkmauerwerk, erste Hälfte 19. Jahrhundert                                                                               | D-5-75-168-97  | weitere Bilder |
| Custenlohr 27 (Standort) | Ehemaliges Gemeindehaus                       | Zweigeschossiges Giebelhaus mit Fachwerkobergeschoss, 17./18. Jahrhundert, südlich eingeschossige Anbauten mit Inschriftstein, bezeichnet „1589“                                                 | D-5-75-168-99  | weitere Bilder |
| Custenlohr 29 (Standort) | Evangelisch-lutherische Pfarrkirche St. Jakob | Im Kern hochmittelalterliche Chorturmkirche, Saalbau mit Walmdach, Turm mit Fachwerkobergeschoss und Spitzhelm, Umbau zur Markgrafenkirche 1730, weitere Umbauten 1833 und 1853; mit Ausstattung | D-5-75-168-100 | weitere Bilder |
| Custenlohr 41 (Standort) | Wohnstallhaus                                 | Eingeschossiger, giebelständiger Fachwerkbau, Südwand massiv, Wappenstein bezeichnet „1797“, „1729“                                                                                              | D-5-75-168-101 | weitere Bilder |
| Custenlohr 41 (Standort) | Scheune                                       | Eingeschossiger Satteldachbau mit westlichem Krüppelwalm, Fachwerk, bezeichnet „1819“ | D-5-75-168-101 | weitere Bilder |
| Custenlohr 41 (Standort) | Hoftor und -zaun                              | Schmiedeeisernes Gitter mit steinernen Pfeilern, bezeichnet „1921“ | D-5-75-168-101 | BW             |
| Custenlohr 51 (Standort) | Wohnstallhaus                                 | Traufständiger, eingeschossiger Satteldachbau, Fachwerk, teils unterzogen, bezeichnet „1726“ | D-5-75-168-102 | weitere Bilder |

### Hinterpfeinach
| Lage                         | Objekt        | Beschreibung                                                                            | Akten-Nr.      | Bild |
| ---------------------------- | ------------- | --------------------------------------------------------------------------------------- | -------------- | ---- |
| Hinterpfeinach 9 (Standort)  | Wohnstallhaus | Eingeschossig, Fachwerk, 18./19. Jahrhundert; nicht nachqualifiziert                    | D-5-75-168-103 | BW   |
| Hinterpfeinach 13 (Standort) | Wohnstallhaus | Eingeschossiger, giebelständiger Fachwerkbau, Nordwand versteinert, 18./19. Jahrhundert | D-5-75-168-104 | BW   |

### Kleinharbach
| Lage                | Objekt     | Beschreibung                   | Akten-Nr.      | Bild |
| ------------------- | ---------- | ------------------------------ | -------------- | ---- |
| Im Grund (Standort) | Steinkreuz | Sandstein, spätmittelalterlich | D-5-75-168-174 | BW   |

### Langensteinach
| Lage                         | Objekt                                                 | Beschreibung | Akten-Nr.      | Bild           |
| ---------------------------- | ------------------------------------------------------ | --- | -------------- | -------------- |
| Langensteinach 28 (Standort) | Wohnstallhaus                                          | Eingeschossiger Fachwerkbau mit Satteldach, Stallbereich und Westwand massiv, um 1800 | D-5-75-168-107 | BW             |
| Langensteinach 39 (Standort) | Wohnstallhaus                                          | Eingeschossiger Fachwerkbau mit Satteldach, Sockel und Westwand massiv, bezeichnet „1868“ | D-5-75-168-113 | weitere Bilder |
| Langensteinach 41 (Standort) | Wohnstallhaus                                          | Eingeschossiger Satteldachbau, Sockel und Erdgeschoss massiv, Fachwerkgiebel, Mitte 19. Jahrhundert                                                                                          | D-5-75-168-109 | weitere Bilder |
| Langensteinach 45 (Standort) | Ehemalige Schule, danach Kirchengemeindehaus           | Zweigeschossiger Halbwalmdachbau mit vorgelagerter Außentreppe, um 1800, 1866 aufgestockt | D-5-75-168-110 | weitere Bilder |
| Langensteinach 46 (Standort) | Evangelisch-lutherische Pfarrkirche St. Peter und Paul | Chorturmkirche, massiv mit Hausteingliederung, Turm im Kern romanisch, Obergeschosse und Haubendach „1683“ (bezeichnet), Langhaus nach Plan von Karl Christian Riedel, 1796; mit Ausstattung | D-5-75-168-105 | weitere Bilder |
| Langensteinach 46 (Standort) | Kirchhofmauer                                          | Sandsteinquadermauerwerk | D-5-75-168-105 | BW             |
| Langensteinach 48 (Standort) | Wohnstallhaus                                          | Eingeschossiger Satteldachbau, Fachwerk mit Abbundzeichen, Südwand und Sockel massiv, bezeichnet „1888“                                                                                      | D-5-75-168-112 | weitere Bilder |
| Langensteinach 48 (Standort) | Fachwerkscheune                                        | Mit Satteldach, bezeichnet „1836“ | D-5-75-168-112 | BW             |
| Langensteinach 51 (Standort) | Wohnstallhaus                                          | Eingeschossiger Fachwerkbau mit Satteldach, um 1800 | D-5-75-168-111 | weitere Bilder |
| Langensteinach 64 (Standort) | Wohnstallhaus                                          | Eingeschossiger Satteldachbau mit Muschelkalkquaderwerk und Fachwerkgiebel, bezeichnet „1855“                                                                                                | D-5-75-168-114 | weitere Bilder |
| Langensteinach 79 (Standort) | Flachsbrechhaus                                        | Doppelanlage, eingeschossiger, massiver Walmdachbau, bezeichnet „1866“ | D-5-75-168-117 | weitere Bilder |
| In Langensteinach (Standort) | Wohnstallhaus                                          | Eingeschossiger Fachwerkbau mit Satteldach, Westwand massiv, Anfang 18. Jahrhundert | D-5-75-168-116 | weitere Bilder |

### Rudolzhofen
| Lage                                                                       | Objekt                                            | Beschreibung | Akten-Nr.      | Bild           |
| -------------------------------------------------------------------------- | ------------------------------------------------- | --- | -------------- | -------------- |
| Rudolzhofen 20, an der Giebelwand (Standort)                               | Wappenrelief                                      | Spätes 18. Jahrhundert | D-5-75-168-120 | BW             |
| Rudolzhofen 22 (Standort)                                                  | Ehemaliges Schulhaus                              | Zweigeschossiger Walmdachbau, von Maurermeister Joh. Endtner und Zimmerermeister Zippold, 1744 | D-5-75-168-119 | weitere Bilder |
| Rudolzhofen 29 (Standort)                                                  | Evangelisch-lutherische Pfarrkirche Dreieinigkeit | Quergelagerter Saalbau mit Walmdach und barocker Putzgliederung, nördlich Chor, südlich Turm mit oktogonalem Obergeschoss und Spitzhelm, Neubau von Johann David Steingruber, 1744, Turm von Johann Paul Bischoff 1791; mit Ausstattung | D-5-75-168-118 | weitere Bilder |
| in Rudolzhofen, an der B 13 kurz vor dem westlichen Ortseingang (Standort) | Ehemaliges Flachsbrechhaus                        | Eingeschossiger Satteldachbau, Bruchstein mit Eckquadern, 18./19. Jahrhundert | D-5-75-168-121 | BW             |

### Uttenhofen
| Lage                     | Objekt                                           | Beschreibung | Akten-Nr.      | Bild           |
| ------------------------ | ------------------------------------------------ | --- | -------------- | -------------- |
| Uttenhofen 14 (Standort) | Wohnhaus                                         | Zweigeschossiger Walmdachbau, unverputztes Steinmauerwerk mit Gliederung, vorgelagerte Freitreppe, bezeichnet „1858“ | D-5-75-168-123 | weitere Bilder |
| Uttenhofen 23 (Standort) | Evangelisch-lutherische Pfarrkirche St. Matthäus | Saalbau mit Walmdach und schiefergedeckten Dachreiter mit Zwiebelhaube, bezeichnet „1703“; mit Ausstattung           | D-5-75-168-122 | weitere Bilder |
| Uttenhofen 23 (Standort) | Kirchhofmauer                                    | | D-5-75-168-122 | BW             |

### Vorderpfeinach
| Lage                                           | Objekt         | Beschreibung                                                                                   | Akten-Nr.      | Bild           |
| ---------------------------------------------- | -------------- | ---------------------------------------------------------------------------------------------- | -------------- | -------------- |
| Vorderpfeinach 1 (Standort)                    | Wohnstallhaus  | Eingeschossiger Satteldachbau, Wohnteil Fachwerk, 18./19. Jahrhundert                          | D-5-75-168-125 | BW             |
| in Vorderpfeinach, in der Ortsmitte (Standort) | Kriegerdenkmal | Hohe, rechteckige Steinquaderstele mit Inschriftenplatte und Uhraufsatz, bezeichnet mit „1930“ | D-5-75-168-124 | weitere Bilder |

### Wallmersbach
| Lage                       | Objekt                                                               | Beschreibung | Akten-Nr.      | Bild           |
| -------------------------- | -------------------------------------------------------------------- | --- | -------------- | -------------- |
| Wallmersbach 13 (Standort) | Ehemaliges Gasthaus                                                  | Zweigeschossiger, giebelständiger Satteldachbau mit Fachwerkobergeschoss und -giebel, 17. Jahrhundert | D-5-75-168-141 | weitere Bilder |
| Wallmersbach 37 (Standort) | Ehemaliges Schulhaus                                                 | Zweigeschossiger, traufständiger Massivbau mit flachgeneigtem Satteldach, Rahmungen und Gesims aus Sandstein, 1848 | D-5-75-168-146 | weitere Bilder |
| Wallmersbach 43 (Standort) | Wohnstallhaus                                                        | Eingeschossiger Fachwerkbau mit Satteldach und Sandsteinsockel, Kellergeschoss, Südwand und ehem. Stallbereich massiv, bezeichnet „1854“ | D-5-75-168-142 | BW             |
| Wallmersbach 45 (Standort) | Ehemaliges Pfarrhaus                                                 | Zweigeschossiger, verputzter Halbwalmdachbau mit Fachwerkobergeschoss und steinernen Einfassungen, zweite Hälfte 18. Jahrhundert | D-5-75-168-140 | weitere Bilder |
| Wallmersbach 45 (Standort) | Ehemalige Pfarrscheune                                               | Fachwerkbau mit Halbwalmdach, Mitte 18. Jahrhundert | D-5-75-168-140 | weitere Bilder |
| Wallmersbach 57 (Standort) | Evangelisch-lutherische Pfarrkirche St. Maria Magdalena und Bernhard | Saalbau mit Satteldach, Turm aus verputzten Bruchsteinmauerwerk mit Eckquadern und Spitzhelm, 1495, Turmobergeschoss 1756, Langhaus aus Muschelkalkquadern mit Sandsteineinfassungen, 1851–1855 nach Plänen von Anton Schuler; mit Ausstattung | D-5-75-168-139 | weitere Bilder |

### Welbhausen
| Lage                                                            | Objekt                                          | Beschreibung | Akten-Nr.      | Bild           |
| --------------------------------------------------------------- | ----------------------------------------------- | --- | -------------- | -------------- |
| Alte Rothenburger Straße 75 (Standort)                          | Scheune                                         | Eingeschossiger Satteldachbau, zum Teil Fachwerk, 1891, mit reliefierten Inschriftstein, bezeichnet „1801“ | D-5-75-168-138 | weitere Bilder |
| Alte Uffenheimer Straße 14 b (Standort)                         | Wohnhaus                                        | Eingeschossiger Satteldachbau, Wölbscheiben, biedermeierliche Doppelflügeltür, wohl erste Hälfte 19. Jahrhundert | D-5-75-168-151 | weitere Bilder |
| Alte Uffenheimer Straße 15 (Standort)                           | Ehemalige zweite Synagoge, später Gemeindehaus  | Eingeschossiger Mansarddachgiebelbau mit hohem Fundament und Freitreppe, Chuppastein, hebräisch bezeichnet „1763“, Umbau 1904/06 | D-5-75-168-150 | weitere Bilder |
| Buchklingenring 82 (Standort)                                   | Evangelisch-lutherische Pfarrkirche St. Martin  | Saalbau mit Satteldach und Mittelrisalit, Putznutung und Sandsteineinfassungen, Westturm mit Zwiebelhaube und Laterne mit Pyramidendach, im Kern spätmittelalterlich, Wiederaufbau 1653, Saalneubau 1746–1747 (bezeichnet „1747“) nach Plänen von Johann David Steingruber; mit Ausstattung | D-5-75-168-126 | weitere Bilder |
| Buchklingenring 82 (Standort)                                   | Ehemalige Wehrkirchenanlage und Friedhof        | Mit Epitaphien und Grabsteinen des 18./19. Jahrhunderts | D-5-75-168-126 | BW             |
| Buchklingenring 82 (Standort)                                   | Friedhofsbefestigung                            | Sandsteinquader | D-5-75-168-126 | BW             |
| Dreieinigkeitsstraße 54 a (Standort)                            | Ehemalige Schmiede und ehemaliges Wohnstallhaus | Hälfte eines ehemaligen Judendoppelhauses, eingeschossiger Satteldachbau mit Schmiedevorbau, 18./19. Jahrhundert | D-5-75-168-133 | weitere Bilder |
| Dreieinigkeitsstraße 54 a (Standort)                            | Fachwerkscheune                                 | Mit quer gestelltem Kleintierstall, erste Hälfte 19. Jahrhundert | D-5-75-168-133 | weitere Bilder |
| Dreieinigkeitsstraße 57 (Standort)                              | Wohnstallhaus                                   | Eingeschossiger Satteldachbau mit aufwendigem Fachwerk am Giebel, Giebel und Stall massiv untermauert, im Kern 17. Jahrhundert, Umbau bezeichnet „1826“ | D-5-75-168-135 | weitere Bilder |
| Hauptstraße 24 (Standort)                                       | Wohnstallhaus                                   | Eingeschossiger, verputzter Fachwerkbau, Mansarddach mit Halbwalm am Straßengiebel, bezeichnet „1832“ | D-5-75-168-128 | weitere Bilder |
| Hauptstraße 25 (Standort)                                       | Wohnstallhaus                                   | Eingeschossiger Fachwerkbau auf Steinsockel mit Satteldach, Abbundzeichen, 18./19. Jahrhundert | D-5-75-168-129 | weitere Bilder |
| Hauptstraße 32 (Standort)                                       | Wohnstallhaus                                   | Eingeschossiger Satteldachbau, Fachwerk, spätes 18. Jahrhundert | D-5-75-168-130 | weitere Bilder |
| Hauptstraße 32 (Standort)                                       | Scheune                                         | Fachwerkbau mit Satteldach, 19. Jahrhundert | D-5-75-168-130 | weitere Bilder |
| Hauptstraße 37 (Standort)                                       | Wohnteil eines ehemaligen Wohnstallhauses       | Eingeschossiger Satteldachbau, Fachwerk, spätes 18. Jahrhundert | D-5-75-168-131 | weitere Bilder |
| Himmelhausenweg, an der Nordwestseite des Friedhofes (Standort) | Friedhofskreuz                                  | Sandstein, 1916 von Arthur Schleglmünig | D-5-75-168-145 | weitere Bilder |
| Liebfrauengasse 63 (Standort)                                   | Wohnstallhaus                                   | Eingeschossiger Satteldachbau, Fachwerkgiebel mit K-Streben | D-5-75-168-137 | weitere Bilder |
| Liebfrauengasse 63 (Standort)                                   | Stall                                           | Massiv unterfangen | D-5-75-168-137 | weitere Bilder |
| Schnappgasse 3 (Standort)                                       | Scheune                                         | Eingeschossiger Fachwerkbau mit Satteldach, spätes 18. Jahrhundert | D-5-75-168-127 | weitere Bilder |
| Stauchgasse 59 (Standort)                                       | Ehemaliges Wohnstallhaus                        | Eingeschossiger Satteldachbau, Fachwerk auf Steinsockel, bezeichnet „1851“ | D-5-75-168-136 | weitere Bilder |
| Strüthholz (Standort)                                           | Flurhüterhäuslein                               | Kleiner Rundbau mit Kegeldach, aus Sandsteinquadern im Stil der Revolutionsarchitektur, spätes 18. Jahrhundert | D-5-75-168-93  | BW             |

## Ehemalige Baudenkmäler
In diesem Abschnitt sind Objekte aufgeführt, die früher einmal in der Denkmalliste eingetragen waren, jetzt aber nicht mehr. Objekte, die in anderem Zusammenhang also z. B. als Teil eines Baudenkmals weiter eingetragen sind, sollen hier nicht aufgeführt werden. Aktennummern in diesem Abschnitt sind ehemalige, jetzt nicht mehr gültige Aktennummern.

| Lage                                          | Objekt                                        | Beschreibung | Akten-Nr.      | Bild                          |
| --------------------------------------------- | --------------------------------------------- | --- | -------------- | ----------------------------- |
| Uffenheim Alte Bahnhofstraße 27 (Standort)    | Portal                                        | Spätes 18. Jahrhundert | D-5-75-168-4   | Portal                        |
| Uffenheim Heisenstein 13, 15 (Standort)       | Doppelwohnhaus                                | Eingeschossiger Fachwerkbau auf Bruchsteinsockel mit Satteldach, um 1760 | D-5-75-168-32  | weitere Bilder                |
| Uffenheim Schloßplatz 5, im Garten (Standort) | Steinfragmente                                | 18. Jahrhundert | D-5-75-168-61  | weitere Bilder                |
| Uffenheim Schloßplatz 6 (Standort)            | Ehemalige Oberamtskanzlei und Getreideschütte | Freistehender dreigeschossiger Satteldachbau mit Kranausleger, 1702, Renovierung 1742 | D-5-75-168-62  | weitere Bilder                |
| Uffenheim Schloßplatz 6 (Standort)            | Scheune                                       | Zweigeschossiger Fachwerkbau mit Satteldach, wohl 18. Jahrhundert | D-5-75-168-62  | weitere Bilder                |
| Uffenheim Schloßstraße 10 (Standort)          | Wohnhaus                                      | Zweigeschossiger Walmdachbau mit Fledermausgauben, 1700–1732, Umbau bezeichnet „1840“ | D-5-75-168-67  | Wohnhaus                      |
| Uffenheim Spitalplatz 12 (Standort)           | Giebelhaus                                    | Fachwerkobergeschoss, frühes 19. Jahrhundert | D-5-75-168-74  | Giebelhaus                    |
| Uffenheim Würzburger Straße 32 (Standort)     | Sandsteinportal                               | 1815 | D-5-75-168-92  | Sandsteinportal               |
| Aspachhof Aspachhof 1 (Standort)              | Herrenhaus                                    | Nördlicher Teil einer Vierseithofanlage, dreieinhalbgeschossiger Satteldachbau, massiv, Erdgeschoss Muschelkalkquader, Obergeschosse mit Schilfsandstein- und Putzgliederung, Treppengiebel, 1707–1744, 1856 aufgestockt | D-5-75-168-95  | Herrenhaus                    |
| Langensteinach Langensteinach 27 (Standort)   | Fachwerkwohnstallhaus                         | Um 1800 | D-5-75-168-106 | Fachwerkwohnstallhaus         |
| Welbhausen Buchklingenring 43 (Standort)      | Ehemaliges Wohnstallhaus                      | Eingeschossig, Wohnteil Fachwerk, 18./19. Jahrhundert | D-5-75-168-132 | Ehemaliges Wohnstallhaus      |
| Welbhausen Dreieinigkeitsstraße 56 (Standort) | Eingeschossiges Wohnstallhaus                 | Fachwerk, bezeichnet „1821“ | D-5-75-168-134 | Eingeschossiges Wohnstallhaus |

## Abgegangene Baudenkmäler
In diesem Abschnitt sind Objekte aufgeführt, die früher einmal in der Denkmalliste eingetragen waren, jetzt aber nicht mehr existieren, z. B. weil sie abgebrochen wurden. Aktennummern in diesem Abschnitt sind ehemalige, jetzt nicht mehr gültige Aktennummern.

| Lage                                 | Objekt   | Beschreibung | Akten-Nr.      | Bild           |
| ------------------------------------ | -------- | --- | -------------- | -------------- |
| Uffenheim Schlingenbach 1 (Standort) | Wohnhaus | Zweigeschossiger Fachwerkbau mit Walmdach, 1793; 2019 abgebrochen; Stand 21. Februar 2025 noch in der Denkmalliste | D-5-75-168-58  | weitere Bilder |
| Uffenheim Schweinemarkt 6 (Standort) | Wohnhaus | Dreigeschossiger Mansardwalmdachbau, Fachwerk verputzt, 1718; 2019 abgebrochen                                     | D-5-75-168-154 | weitere Bilder |